# Transnistria
La República Moldava Pridnestroviana, más conocida como Transnistria, en algunos casos escrito como Transdniéster, Transdniestria, Cisdniéster o —por influencia del ruso— Pridnestrovie, e internacionalmente reconocida como parte de Moldavia con el nombre de Unidad territorial autónoma con un estatus jurídico especial Transnistria, es un Estado con reconocimiento limitado de la Europa Oriental. Se ubica principalmente entre el río Dniéster y la frontera oriental de Moldavia con Ucrania. Declaró su independencia en 1990, lo que generó la guerra de Transnistria hasta 1992. La República de Moldavia no reconoce la secesión y considera los territorios controlados por la República Moldava Pridnestroviana como parte de la región autónoma moldava de Stînga Nistrului (literalmente, «la orilla izquierda del Dniéster»), llamada oficialmente Unidad territorial autónoma con un estatus jurídico especial Transnistria.Este país no reconocido por casi ningún Estado, fue anexionado por la Rusia Soviética después de la Primera Guerra Mundial cómo una República Autónoma dentro de la RSS de Ucrania.
Tras la disolución de la Unión Soviética, las tensiones entre el Gobierno moldavo y las autoridades del Estado separatista de Transnistria culminaron en la guerra de Transnistria, que concluyó en un alto el fuego en julio de 1992. Como parte de ese acuerdo, una comisión de control conjunta tripartita (Rusia, Moldavia y Transnistria) supervisó las medidas de seguridad en la zona desmilitarizada, comprendiendo veinte localidades a ambos lados del río.
No obstante, aunque se haya mantenido el alto el fuego, el estatus político de Transnistria continúa sin resolverse. Si bien no es reconocida internacionalmente, Transnistria es de facto un Estado independiente, organizado en régimen de república presidencialista, con su propio Gobierno, Parlamento, Fuerzas Armadas, Policía, sistema postal y moneda (el rublo transnistrio). Sus autoridades también adoptaron una Constitución, bandera, himno nacional y un escudo. La mayoría de los transnistrios son ciudadanos de nacionalidad moldava, pero también hay muchos con ciudadanías rusa y ucraniana.
Tras un acuerdo de 2005 entre Moldavia y Ucrania, todas las empresas de Transnistria que exporten mercancías a través de la frontera con Ucrania deben ser registradas por las autoridades moldavas. Este acuerdo se implementó después de que la misión de asistencia fronteriza de la Unión Europea en Moldavia y Ucrania (EUBAM) iniciara su actividad en el 2005.
La situación de Transnistria es calificada como conflicto postsoviético congelado por Abjasia y Osetia del Sur. Los dos países han reconocido a Transnistria como un Estado independiente y han establecido relaciones diplomáticas con ella a cambio de su reconocimiento a través de la Comunidad para la Democracia y los Derechos de las Naciones, del mismo modo que lo hizo la extinta República de Artsaj.
El 22 de junio del 2018, la Asamblea General de la ONU aprobó la Resolución A/RES/72/282, donde «insta a la Federación de Rusia a que complete, de manera incondicional y sin más dilación, la retirada ordenada del Grupo Operacional de las Fuerzas Rusas y sus armamentos del territorio de la República de Moldavia». Rusia mantiene en Transnistria un grupo de 1700 soldados y un Grupo Operativo del Ejército ruso que controla los arsenales que llegaron después de la desintegración del bloque socialista. El Kremlin reconoce que Transnistria pertenece a Moldavia, pero no retira a su ejército para conservar su influencia en la zona.
El 15 de marzo de 2022, la Asamblea Parlamentaria del Consejo de Europa adoptó una resolución por la que reconocía la región de Transnistria como «territorio de Moldavia ocupado por Rusia».

## Historia

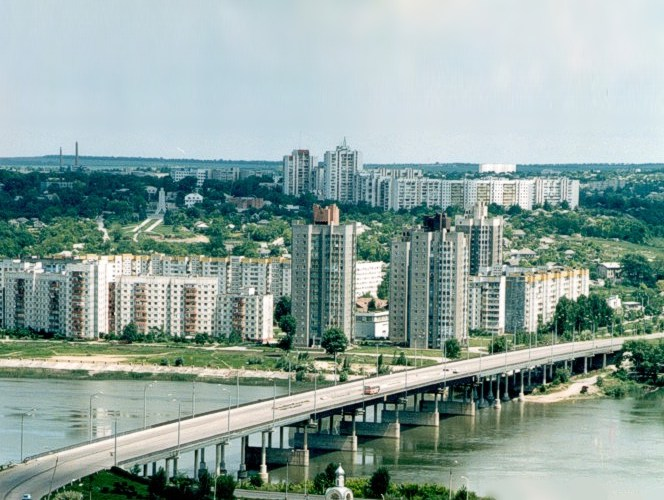
Rîbnița, zona norte de Transnistria

En la Alta Edad Media la región estaba poblada por las tribus eslavas de los úliches y tíveros, así como por nómadas túrquicos como los pechenegos y los cumanos. Fue parte del Rus de Kiev en varias ocasiones y parte integrante del Gran Ducado de Lituania en el siglo xv. El área pasó a estar bajo el control del Imperio otomano en 1504 y casi tres siglos después, en 1792, fue cedida al Imperio ruso. En ese tiempo la población estaba compuesta mayoritariamente por rumanos y eslavos, existiendo además una población nómada tártara.
El final del siglo xviii marcó la colonización rusa y ucraniana de la región, con la intención de defender lo que en aquel entonces era la frontera suroccidental del Imperio ruso.

### La guerra de Transnistria
En 1989 el Gobierno de la República Socialista Soviética de Moldavia proclamó el moldavo como lengua oficial del país y emprendió negociaciones para la reunificación con Rumania. Los eslavos de la ribera oriental del río Dniéster proclamaron la República Moldava Pridnestroviana (PMR, por sus siglas en ruso) el 2 de septiembre de 1990, y estalló la guerra de Transnistria. La guerra terminó tras el alto al fuego negociado por representantes moldavos, transnistrios, rusos y ucranianos, con aproximadamente 1500 muertes.
Aparte del acuerdo de alto al fuego, se oficializó la presencia del 14.º Ejército ruso en la zona. Los moldavos lo consideran un elemento no neutral, cuando no hostil. No obstante, el Gobierno moldavo no tiene ninguna capacidad de control sobre la región. Aunque en 1994 se llegó a un acuerdo con Moldavia para la retirada de las tropas rusas de Transnistria, todavía no ha sido ratificado por la Duma Estatal rusa.

### Crisis de 2004
Las autoridades cerraron algunos colegios que usaban el idioma rumano en grafías latinas, y varios profesores y padres que protestaron la medida fueron detenidos. El Gobierno moldavo decidió crear un bloqueo para marginar a la zona rebelde del resto del país. Transnistria respondió con una serie de actos destinados a desestabilizar la situación económica en Moldavia: al estar la mayoría de plantas de energía construidas en Transnistria durante la época soviética, la crisis generó cortes de energía en varias zonas de Moldavia. La Organización para la Seguridad y la Cooperación en Europa (OSCE) negoció una solución.

### Últimos años
La OSCE está tratando de facilitar un acuerdo negociado. Bajo sus auspicio, el 8 de mayo de 1997, el presidente moldavo Petru Lucinschi y el presidente de Transnistria Ígor Smirnov firmaron el «Memorando sobre los principios de normalización de las relaciones entre la República de Moldavia y Transnistria», también conocido como el Memorando Primakov, donde se sostiene el establecimiento de relaciones jurídicas y estatales, aunque las disposiciones del memorando fueron interpretadas de manera diferente por ambos Gobiernos.
En noviembre de 2003, Dmitri Kózak, consejero del presidente ruso Vladímir Putin, propuso un memorando sobre la creación de un Estado federal asimétrico de Moldavia, en el que Moldavia tendría más poder que Transnistria. Conocido como el Memorando Kozak, no coincidía con la posición de Transnistria, que pretendía la igualdad de condiciones; pero, al otorgarle poderes de veto sobre futuros cambios constitucionales, alentó a Transnistria a firmarlo. El sucesor de Lucinschi como presidente de Moldavia, Vladímir Voronin, apoyó el plan en un inicio, pero se negó a firmarlo después de la oposición interna y la presión internacional de la OSCE y los Estados Unidos, y después de que Rusia hubiera respaldado la exigencia de Transnistria de mantener una presencia militar rusa durante los próximos veinte años como garantía para la federación prevista.
Las conversaciones se iniciaron en 2006 para tratar los problemas, sin resultados durante muchos años. En febrero de 2011, se reanudaron en Viena las denominadas «Conversaciones 5+2» (así denominadas porque estaban integradas por representantes de Transnistria, Moldavia, Ucrania, Rusia y la OSCE, además de los Estados Unidos y la Unión Europea como observadores externos). Tras la anexión de Crimea por Rusia en marzo de 2014, el entonces jefe del Parlamento de Transnistria pidió unirse a la Federación de Rusia, pero esto tampoco se llevó a cabo.

## Gobierno y política

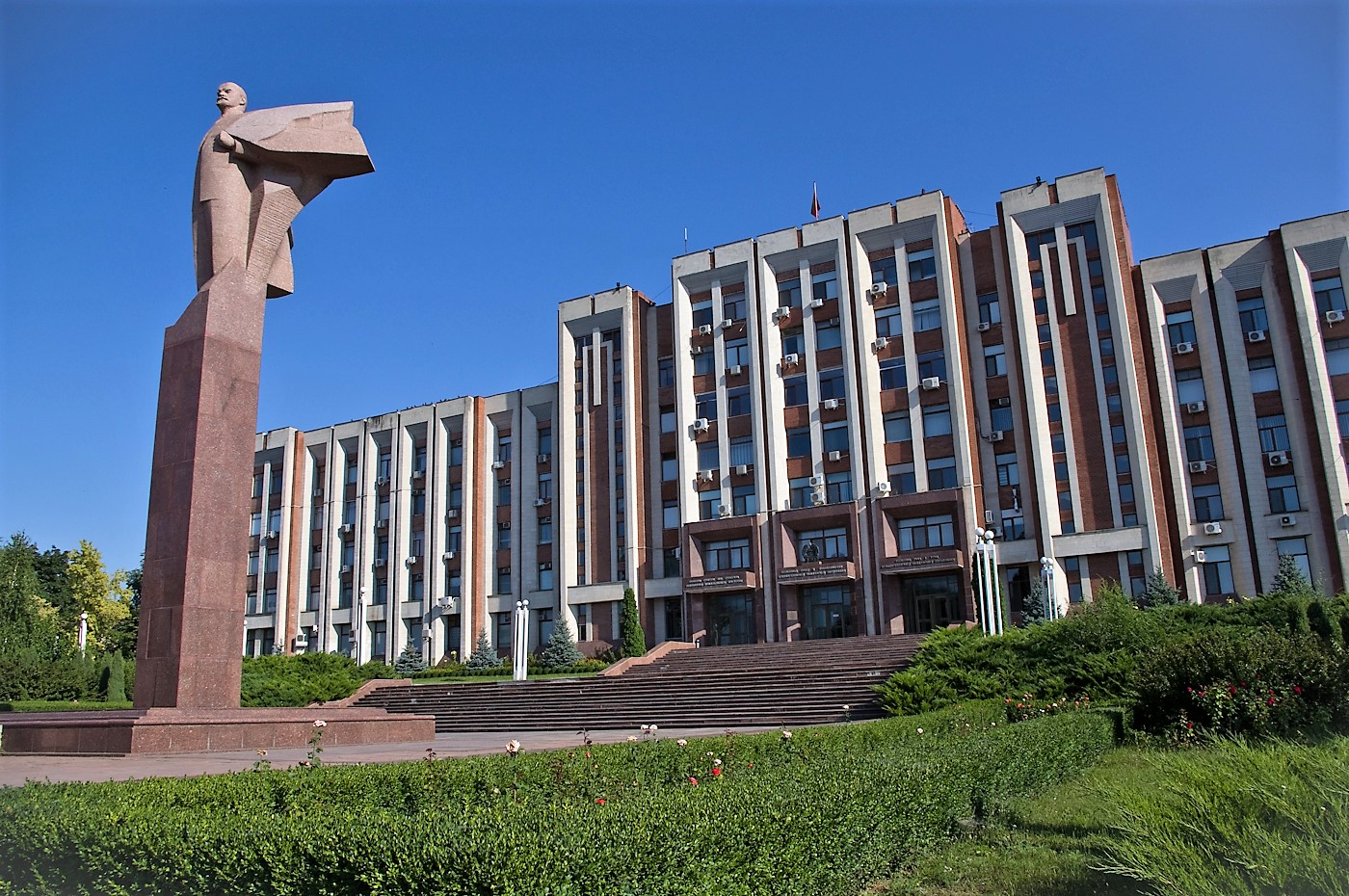
Sede del Gobierno en Tiráspol

Transnistria posee un sistema multipartidista con un parlamento unicameral llamado Consejo Supremo, formado por 43 miembros electos mediante representación proporcional. El presidente es elegido por el voto popular para un mandato de cinco años.
Ígor Smirnov, antiguo funcionario de la República Socialista Soviética de Moldavia, fue el jefe de Estado desde 1991 hasta 2011. En las elecciones celebradas el 10 de diciembre de 2006 obtuvo el 82,4 % de los votos. Algunos observadores internacionales que participaron en el sufragio declararon que los comicios fueron libres y democráticos.
Los principales partidos políticos son el conservador República y el liberal-conservador Renovación, ambos independentistas. Otras fuerzas de oposición eran el Partido Comunista de Transnistria (en la práctica disuelto en 2013), afiliado al ruso Partido Comunista de la Unión Soviética creado en 2001, y el Partido Comunista Transnistrio, sucesor local del antiguo PCUS.
A pesar de continuar utilizando simbología soviética, como la hoz y el martillo en la bandera y en el escudo nacional, el Gobierno afirma no ser comunista, enfatizando que los dos principales partidos políticos se muestran favorables al desarrollo de una economía de mercado con la participación de empresas privadas.
Yevgueni Shevchuk fue jefe de Estado hasta 2016, luego de haber obtenido el 38,5 % de los votos en la primera vuelta de las elecciones celebradas el 11 de diciembre de 2011 y 73,8 % de los sufragios en la segunda vuelta el 25 de diciembre. El actual jefe de Estado es Vadim Krasnoselski, quien fue electo en las elecciones del 2021 con un 87,04 % de los votos.

### Estatus político

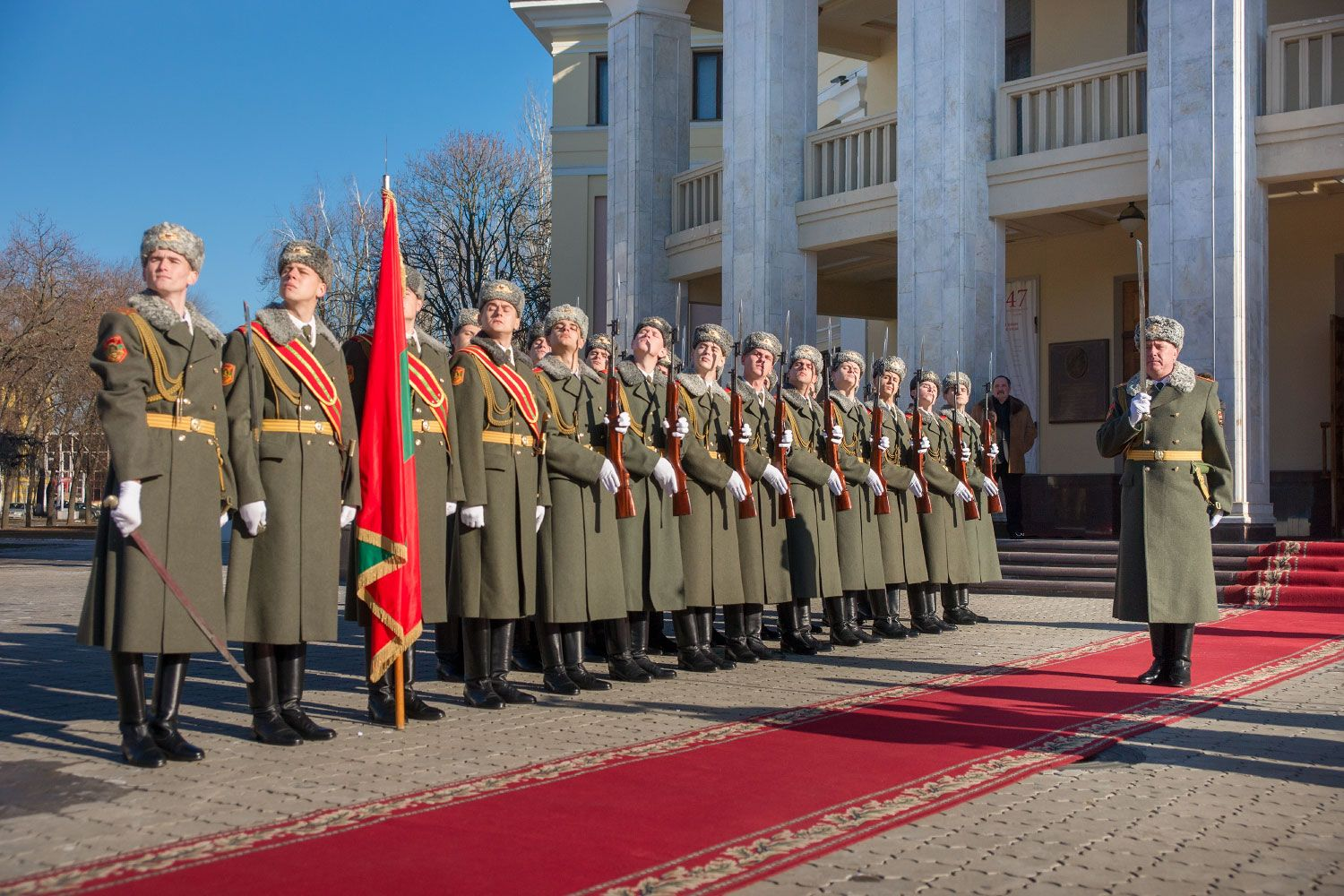
Guardia de Honor en la toma de posesión del presidente de Transnistria, Vadim Krasnoselsky en 2016

Transnistria es reconocida internacionalmente como una parte de la República de Moldavia, aunque en la práctica está controlada por el Gobierno propio, que declaró la independencia en 1990. Únicamente la República de Abjasia y la República de Osetia del Sur (dos Estados sin reconocimiento mayoritario dentro de la comunidad internacional) reconocen la independencia de Transnistria.
Entre 300 000 y 400 000 ciudadanos (la mayoría de la población) poseían pasaportes moldavos en 2007, puesto que ningún Estado reconoce la documentación emitida por las autoridades de Transnistria. Rusia ha abierto un consulado en Tiráspol, contra la voluntad de Moldavia.
En 2006, el Parlamento de Transnistria convocó un referendo. Este se celebró el 17 de diciembre de 2006 como un doble referéndum sobre la posibilidad de renunciar a la independencia y la integración con Moldavia o, como alternativa, la independencia y una futurible integración en la Federación de Rusia —tomando como ejemplo la situación en Crimea—. Con un 78,55 % de participación (394 861 votantes), respecto de la primera pregunta venció el «No» con un 96,61 % de votos, mientras que en la segunda se impuso el «Sí» con el 98,07 %. Las autoridades moldavas no se han pronunciado sobre el hecho; las rusas prefieren no acelerar los asuntos a discutir, pero insisten en que, si Moldavia pierde su autonomía, entrarían a reconocer la anexión solicitada.
El 22 de junio de 2018, la Asamblea General de la ONU aprobó la Resolución A/RES/72/282, donde insta «a la Federación de Rusia a que complete, de manera incondicional y sin más dilación, la retirada ordenada del Grupo Operacional de las Fuerzas Rusas y sus armamentos del territorio de la República de Moldavia».

### Debate sobre la independencia
Todos los principales partidos políticos de Transnistria, incluidos los de la oposición, apoyan la independencia de Transnistria o su adhesión a Rusia; no hay ningún movimiento político significativo que pida la reunificación con Moldavia. Casi todo el panorama político de Transnistria se caracteriza por sus actitudes prorrusas.
Un estudio realizado en 2010 por la Universidad de Colorado en Boulder reveló que, de hecho, una gran mayoría de la población de Transnistria se opone a la reunificación con Moldavia. Incluso entre los rumanos étnicos, la proporción a favor de la reunificación es sólo de alrededor del 25 %; entre todos los demás grupos de población, esta proporción es de alrededor del 10 %. Entre la población, independientemente de su origen étnico, está surgiendo cada vez más una identidad separada de Transnistria, que está especialmente arraigada entre la generación más joven.
La cuestión de si Transnistria debe continuar como un estado separado a largo plazo o unirse a Rusia es más controvertida. Alrededor del 50 % de la población considera que unirse a la Federación de Rusia es la mejor opción, mientras que aproximadamente un tercio prefiere la independencia total. Menos del 15 % de la población desearía el regreso a Moldavia.
El programa en lengua rumana de Deutsche Welle informó en 2014 de que la reintegración de Transnistria desempeñaba un papel cada vez más secundario en la política moldava y que los políticos de Chișinău casi se habían olvidado de Transnistria. El politólogo moldavo Aurelian Lavric llegó a sugerir a finales de noviembre de 2014 que el Gobierno moldavo, entonces favorable a la Unión Europea, no tenía ningún interés en reintegrar a "500 000 votantes potencialmente prorrusos" de Transnistria. En Moldavia, los partidos pro-UE sólo tenían una escasa mayoría, por lo que una reintegración de Transnistria en Moldavia regular podría cambiar fácilmente y de forma permanente el equilibrio de poder político en Moldavia hacia una mayoría prorrusa. El gobierno de Moldavia para ese momento parecía no estaba interesado en reintegrar Transnistria en Moldavia.

### Derechos humanos

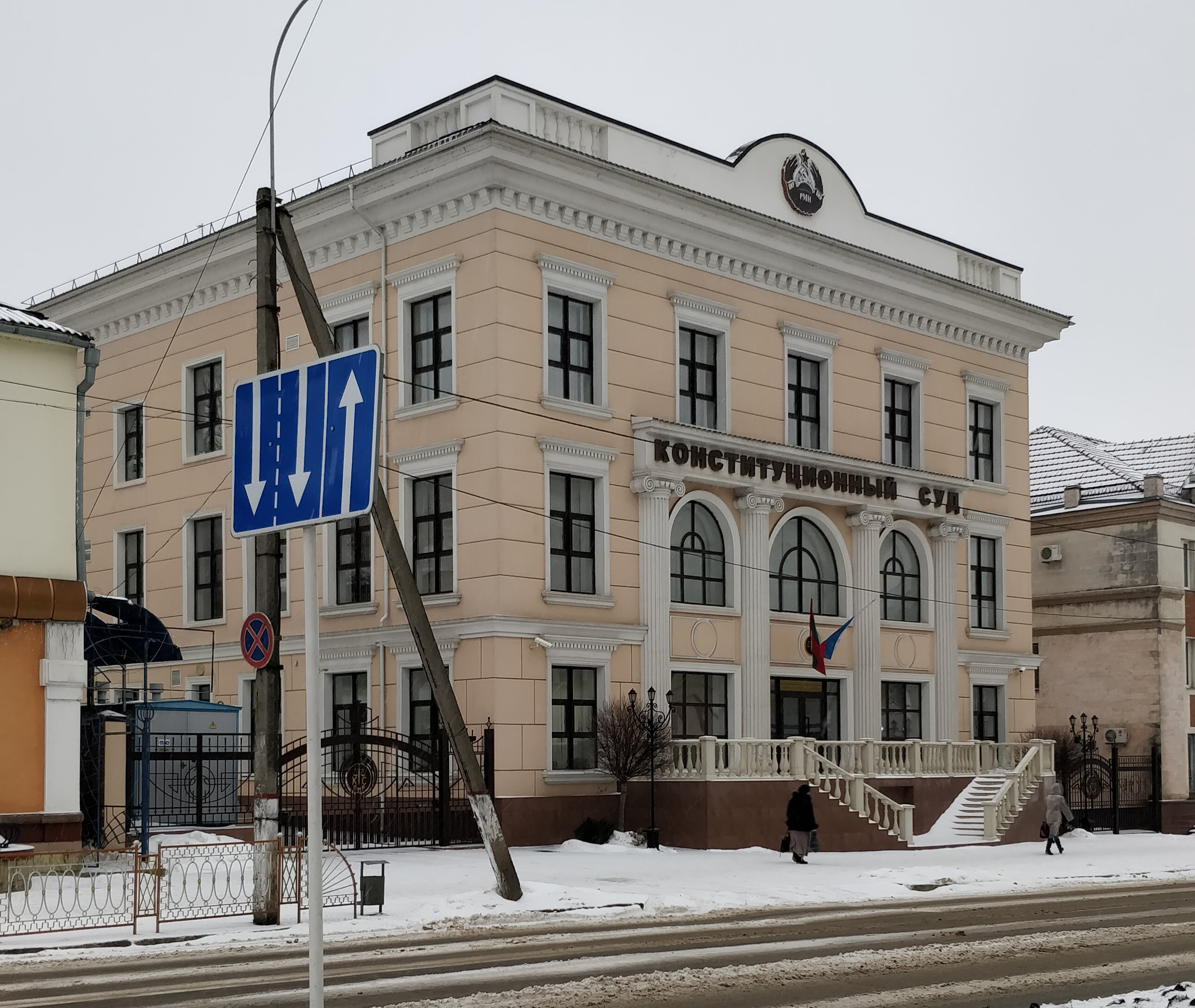
Corte Constitucional de Transnistria

La situación de los derechos humanos en la región ha sido criticada por varios gobiernos y organizaciones internacionales. A algunas comunidades religiosas, como los bautistas, los testigos de Jehová y los metodistas, se les niega el registro oficial. Al igual que en años anteriores,en su informe anual de 2025, la organización no gubernamental estadounidense Freedom House calificó a Transnistria como un territorio «no libre».
De acuerdo con el informe de 2006 presentado por el Departamento de Estado estadounidense: «El derecho de los ciudadanos a cambiar de gobierno ha sido restringido; las autoridades aplican la tortura, promueven arrestos y detenciones ilegales, además de limitar la libertad de expresión, la libertad de prensa e impedir el registro de grupos religiosos minoritarios». Además, agrega que «la región es una zona propicia para el tráfico de personas», señalando que «la homosexualidad es ilegal, y los gais y lesbianas están sujetos a la discriminación gubernamental y social».No obstante, si bien el Código Penal vigente desde 2002 establece una diferencia en la edad de consentimiento para las parejas homesexuales, no existen otros artículos que contengan leyes destinadas a penalizar la actividad sexual entre personas del mismo sexo.
Un informe de la OSCE de 2005 describe el clima general de la información de los medios de comunicación en Transnistria como bastante progubernamental y restrictivo, pero señala la existencia de varias publicaciones impresas independientes y el periódico sindical de información relativamente libre. Las amenazas a los periodistas son casos excepcionales; se menciona un caso durante el período del informe.
En 2004, se cerraron seis escuelas con el rumano como lengua de enseñanza. El motivo oficial fue la expiración de la licencia temporal de enseñanza de estas escuelas. Tras las negociaciones con el gobierno de Transnistria, las escuelas obtuvieron la licencia y se les permitió empezar a dar clases a principios del año escolar
La situación de los derechos humanos ha mejorado notablemente en la década de 2010. En 2012, Thomas Hammarberg, enviado del Consejo de Europa, viajó por primera vez a Transnistria para investigar la situación del país. Los resultados del informe se publicaron a principios de 2013. Hammarberg dio fe de la apertura y el interés por el respeto de los derechos humanos del gobierno de Transnistria en funciones desde 2011. Sin embargo, también señaló los numerosos problemas que aún existen, algunos de ellos graves, y la corrupción generalizada. Sin embargo, Hammarberg señaló que la falta de reconocimiento internacional de Transnistria complica claramente la situación.

### Tráfico de material nuclear
Transnistria es considerado un enclave estratégico en el contrabando de material radiactivo (en gran parte proveniente de la antigua Unión Soviética) debido a su carácter especial del que goza. Al tratarse de un territorio con soberanía discutida, algunos afirman que las autoridades transnistrias no podrían ser llevadas a juicio ante una corte internacional sin reconocer, de iure, la soberanía de la región.
En 2005 el diario británico The Times reveló la supuesta venta de misiles Alazan con cabezas nucleares por un precio de US$500 000, de la mano de un vendedor de armas de la región de Tighina, de facto parte de Transnistria. Los reporteros se hicieron pasar inicialmente por un grupo argelino y publicaron la noticia en mayo de ese mismo año.

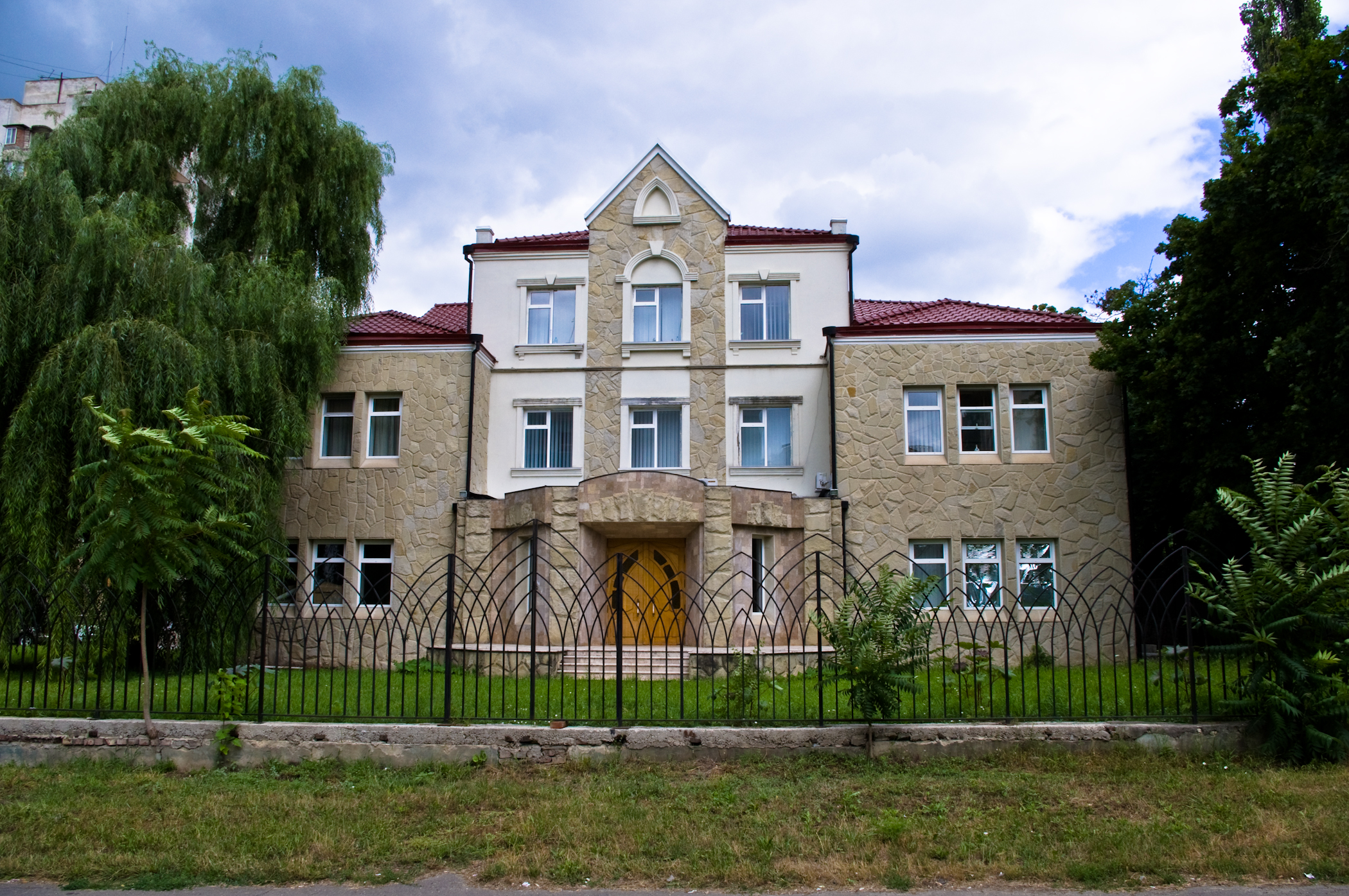
Ministerio de Relaciones Exteriores de Transnistria

Transnistria y las Repúblicas de Abjasia, Osetia del Sur y Nagorno-Karabaj se reconocen mutuamente.
En junio de 2011, las autoridades moldavas detuvieron a varias personas relacionadas con un grupo criminal que negociaba el contrabando de material radiactivo y funcionaba en territorios de la antigua Unión Soviética y en países árabes. Los detenidos, seis de ellos de nacionalidad moldava, un ruso y un residente de Transnistria, estuvieron negociando el envío de material radiactivo con un agente de seguridad encubierto que se hacía pasar por un comprador del Norte de África. El oficial moldavo Vitalie Briceag afirmó por su parte que los contrabandistas habían afirmado ser capaces de realizar un envío de un kilogramo de uranio.
En mayo de 2014 el Servicio de Seguridad de Ucrania (SBU) anunció la detención de nueve personas que intentaban introducir en el país 1,5 kg de Uranio-235 a través de Transnistria. De las nueve personas, ocho eran ciudadanos ucranianos y una de ellas tenía nacionalidad rusa.

### Relaciones exteriores
Transnistria está actualmente reconocida por dos Estados parcialmente reconocidos y uno no reconocido, y es miembro de una organización internacional para la Democracia y los Derechos de los Pueblos, fundada por cuatro Estados: Abjasia, Nagorno Karabaj, Osetia del Sur y Transnistria.
La Federación Rusa mantiene un consulado en Transnistria, pero no la ha reconocido como Estado independiente. Durante una visita a Kiev, el entonces presidente ruso Dmitri Medvédev se declaró partidario de un "estatuto especial" para Transnistria y reconoció el papel "importante y estabilizador" del ejército ruso.
En 1924, se formó la República Autónoma Socialista Soviética de Moldavia como parte de la República Socialista Soviética de Ucrania. Hasta 1940, el territorio que hoy es Transnistria formaba parte de la RSS de Ucrania. Las relaciones entre Transnistria y Ucrania han cambiado varias veces en función de la orientación de la política exterior del gobierno de Kiev. Hasta 2014, Ucrania afirmaba ser "la principal ventana de Transnistria al mundo exterior". Actualmente, cerca del 29 % de la población de Transnistria es de etnia ucraniana.

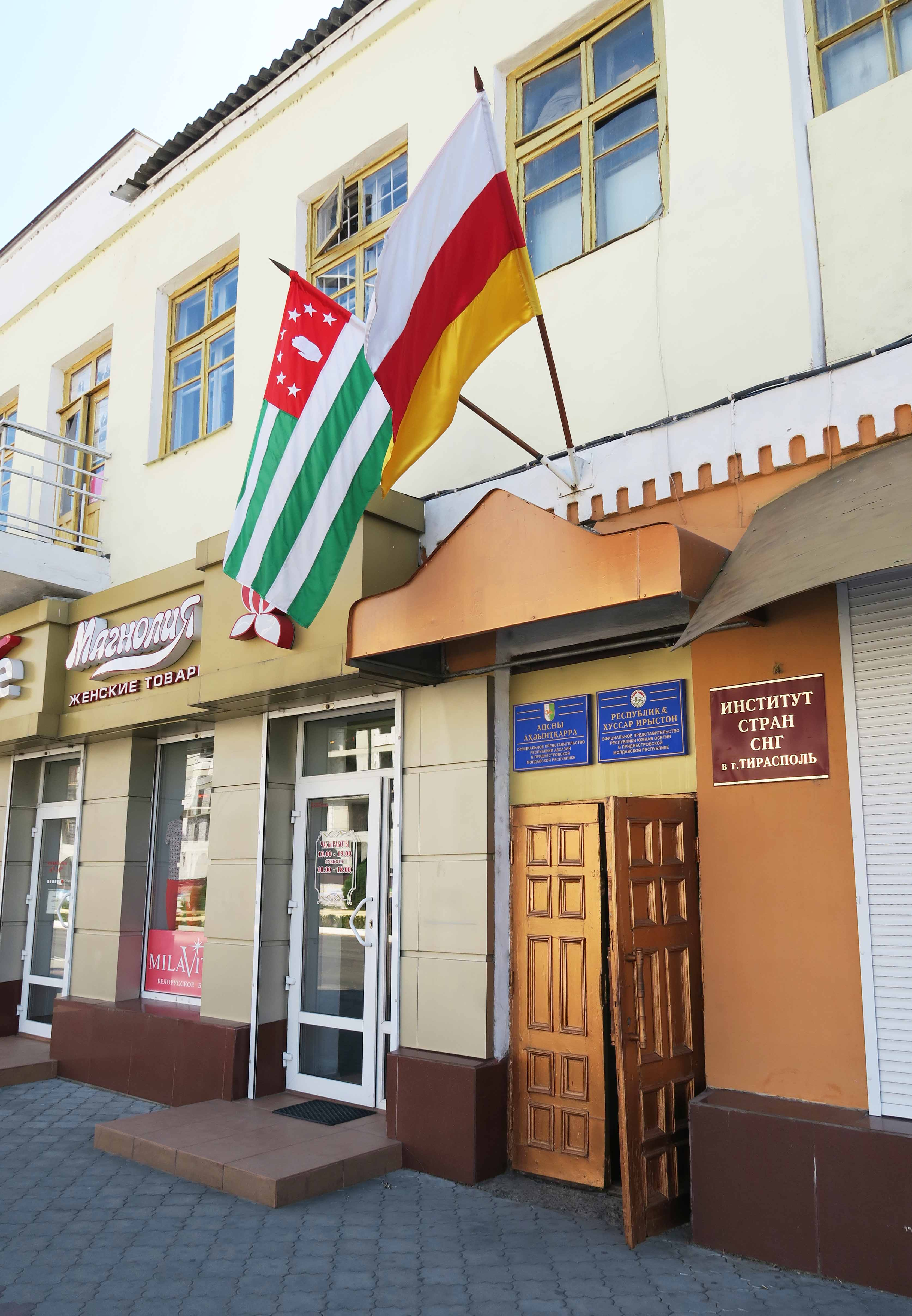
Embajadas de Osetia del Sur y Abjasia en Transnistria

Durante la etapa de la disolución de la Unión Soviética, las tensiones políticas en la República Socialista Soviética de Moldavia condujeron a la declaración de independencia de Transnistria de Moldavia, culminando en la guerra de Transnistria de 1991-1992. Como parte del acuerdo de alto el fuego firmado que puso fin a la guerra, se creó la Comisión Conjunta de Control, formada por moldavos, transnistrios y rusos, para supervisar la zona desmilitarizada que había en la región del Transdniéster. La Comisión Mixta de Control sigue vigilando la zona y continúan las negociaciones entre Rusia, Ucrania, Estados Unidos, la Unión Europea y la Organización para la Seguridad y la Cooperación en Europa (OSCE) para resolver el conflicto.
Durante la administración del presidente de Transnistria, Igor Smirnov (1991-2011), mantener relaciones especiales con Rusia fue una prioridad para el país. Rusia participa en el formato "5+2" para las negociaciones sobre la resolución del conflicto de Transnistria, establecido durante el gobierno de Igor Smirnov.
En la década de 1990, varios gobiernos rumanos apoyaron la idea de la unificación con Moldavia. Muchas de estas propuestas no incluían el territorio de Transnistria. Durante la Guerra de Transnistria de 1992, Rumania prestó apoyo militar a Moldavia contra Transnistria.
La posición oficial de Estados Unidos sobre Transnistria es que apoya una resolución pacífica del conflicto de Transnistria, que considera "separatista". Estados Unidos apoya la integridad territorial de Moldavia y considera importante el desarrollo democrático y económico del Estado moldavo y aboga por una solución negociada fiable y sostenible del conflicto de Transnistria. Esto contribuirá al desarrollo democrático y económico de Moldavia, así como a la seguridad de la región del Mar Negro. Estados Unidos hace un llamamiento a las partes para que, con la ayuda de la comunidad internacional, intensifiquen sus esfuerzos para encontrar una solución sostenible y pacífica al conflicto.

### Desarme y control de armas
Tras el colapso de la antigua Unión Soviética, el 14.º Ejército ruso dejó 40 000 toneladas de armamento y munición en Transnistria. En años posteriores se temió que las autoridades de Transnistria intentaran vender estas existencias a nivel internacional, y se ejerció una intensa presión para que Rusia las retirara.
En 2000 y 2001, Rusia retiró por ferrocarril 141 piezas de artillería autopropulsada y otros vehículos blindados, y destruyó localmente 108 tanques T-64 y otras 139 piezas de equipo militar limitado por el Tratado sobre Fuerzas Armadas Convencionales en Europa (FACE). Durante 2002 y 2003, los militares rusos destruyeron otros 51 vehículos blindados, todos ellos de tipos no limitados por el Tratado FACE. La OSCE también observó y verificó la retirada de 48 trenes con equipo militar y munición en 2003. Sin embargo, desde marzo de 2004 no se han llevado a cabo más actividades de retirada y aún quedan por retirar otras 20 000 toneladas de munición, así como algunos restos de equipo militar.

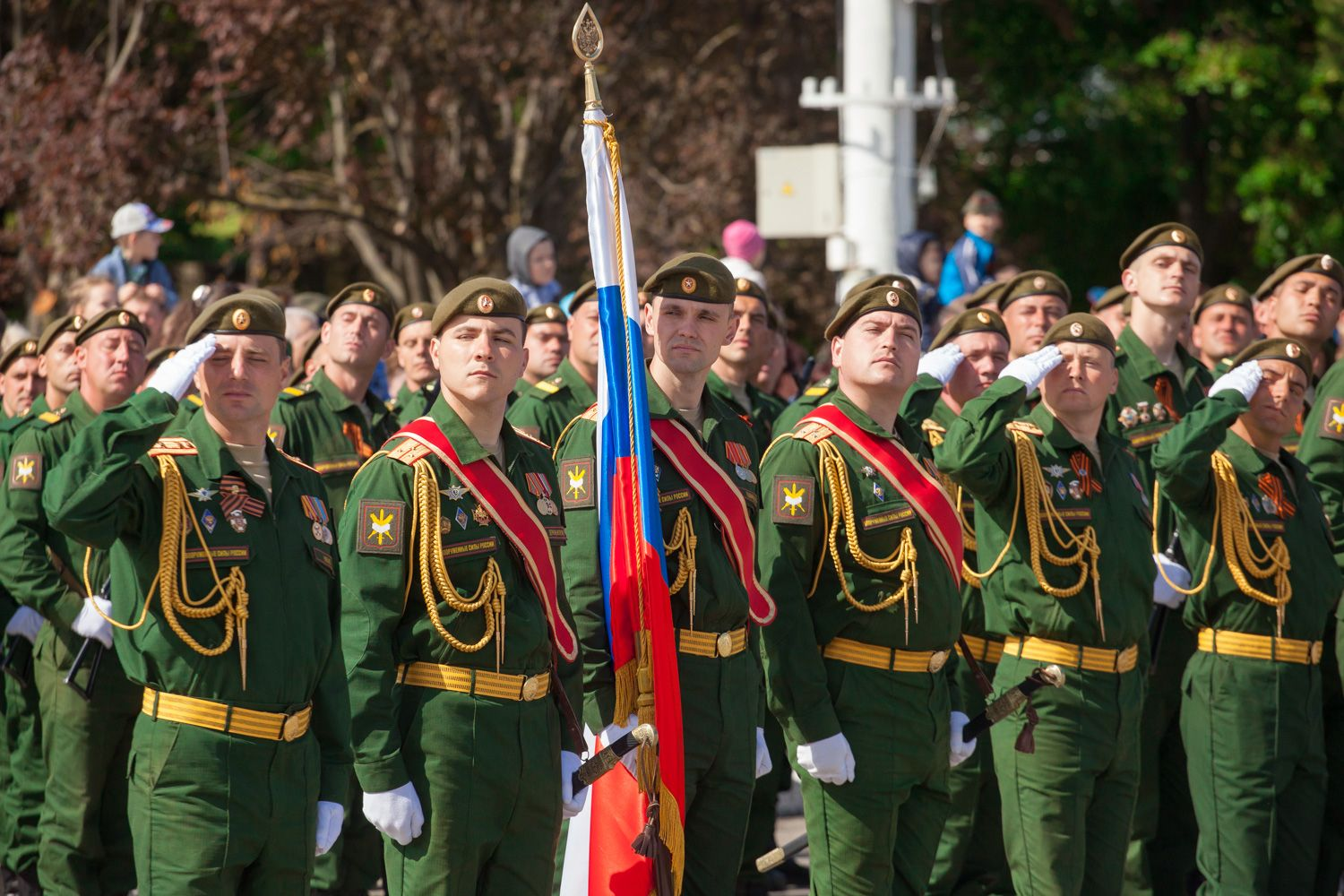
Tropas rusas en Transnistria

En otoño de 2006, los dirigentes de Transnistria accedieron a que un inspector de la OSCE examinara las municiones y se acordó un mayor acceso en adelante.
Las recientes inspecciones de armas fueron permitidas por Transnistria y realizadas por la OSCE. La responsabilidad de retirar el resto de los suministros recae en Rusia.
Las autoridades de Transnistria declararon que no están implicadas en la fabricación o exportación de armas. Funcionarios de la OSCE y de la Unión Europea declararon en 2005 que no hay pruebas de que Transnistria "haya traficado nunca con armas o material nuclear" y que gran parte de la alarma se debe a los intentos del gobierno moldavo de presionar a Transnistria.
En 2007, expertos extranjeros que trabajaban en nombre de las Naciones Unidas afirmaron que los niveles históricamente bajos de transparencia y la continua negación de investigaciones completas a los observadores internacionales han reforzado las percepciones negativas del gobierno de Transnistria, aunque la reciente cooperación de las autoridades de Transnistria puede haber reflejado un cambio de actitud de este país. Su informe afirma que las pruebas de la producción y el tráfico ilícitos de armas hacia y desde Transnistria se han exagerado en el pasado, aunque es probable que el tráfico de armas ligeras se produjera antes de 2001 (el último año en que los datos de exportación mostraron un valor de 900 000 dólares en "armas, municiones, sus piezas y accesorios" exportados desde Transnistria). El informe también afirma que lo mismo ocurre con la producción de dichas armas, que probablemente se llevó a cabo en la década de 1990, principalmente para equipar a las fuerzas del Transnistria.
El portavoz de la misión de la OSCE, Claus Neukirch, se refirió a esta situación: "A menudo se habla de la venta de armamento desde Transnistria, pero no hay pruebas convincentes".
En 2010, Viktor Kryzhanivsky, enviado especial de Ucrania para el Transnistria, declaró que en ese momento no había tráfico de armas ni de drogas a través de la sección del Transnistria de la frontera entre Ucrania y Moldavia.

### Acusaciones de corrupción
Tanto el crimen organizado como la corrupción están muy presentes en Transnistria según diversas fuentes, de modo que el país fue incluso descrito en un informe de Dirk Schümer como un "pequeño estado mafioso por la gracia de Putin" Especialmente el gobierno en torno al expresidente Smirnov era sospechoso de malversar fondos estatales.
Un informe oficial del Parlamento Europeo de 2002 describió Transnistria como un "agujero negro donde se comercian ilegalmente armas y personas y se blanquea dinero". Según la evaluación de Moldavia, el contrabando se realiza a través del ferrocarril en la frontera ucraniana. A su vez, también existen numerosos informes, incluidos los de la UE y la OSCE, que valoran como exagerados los rumores de contrabando y tráfico de personas desde Transnistria. El presidente de la OSCE, Leonid Kozhara, declaró en una entrevista con el diario español El País en 2013 que "no han podido detectar ni un solo caso de contrabando de armas a través de Transnistria en los últimos años". En cambio, ahora se evaden millones de dólares en impuestos a través del contrabando, como los productos alimenticios falsamente declarados, tal y como dijo Claus Neukirch como Jefe de Misión Adjunto y portavoz de la Misión de la OSCE en la República de Moldavia en 2008.

### Defensa

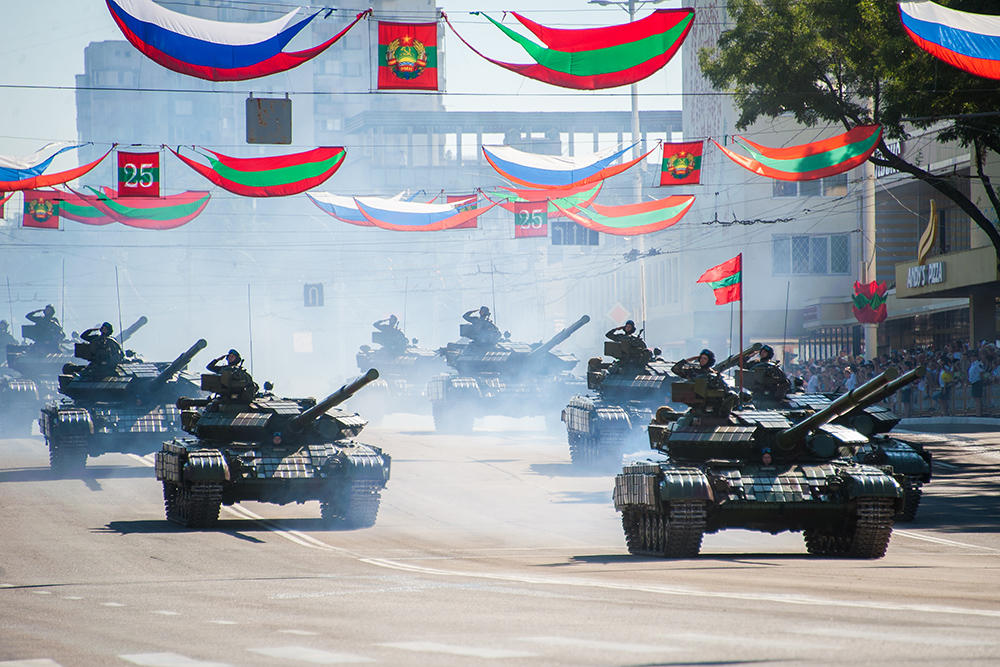
Tanques T-64 en Tiraspol la capital del país

Según las estimaciones de la OSCE de 2009, las fuerzas armadas de Transnistria tienen entre 4000 y 4500 efectivos regulares, con 18 carros de combate, un número importante de lanzacohetes múltiples y varios helicópteros de zona de combate y de transporte. Según sus propias cifras, el ejército tiene una dotación de 15 000 hombres y algunos helicópteros Mi-2 y Mi-8 más antiguos. Existe un sistema de reclutamiento, pero Transnistria también puede recurrir a cuerpos adicionales de cosacos y voluntarios. Algunas estimaciones sugieren que se podría movilizar un total de hasta 120 000 efectivos (según datos de 2009).
Por su alianza con Rusia, hay 380 soldados de la Fuerza Internacional de Mantenimiento de la Paz, pero también más de 1000 miembros del antiguo 14.º Ejército de Guardias, que siguen estacionados en Transnistria. Según estimaciones independientes, en 2013 seguían almacenadas en Transnistria 20 000 toneladas de material militar ruso, y en 2004 se retiraron 22 000. Moldavia exige su retirada completa.
A principios de marzo de 2022, el gobierno de Transnistria declaró que no pondría sus tropas a disposición del ataque ruso a Ucrania, según confirmó un portavoz del ejército ucraniano.

## Geografía

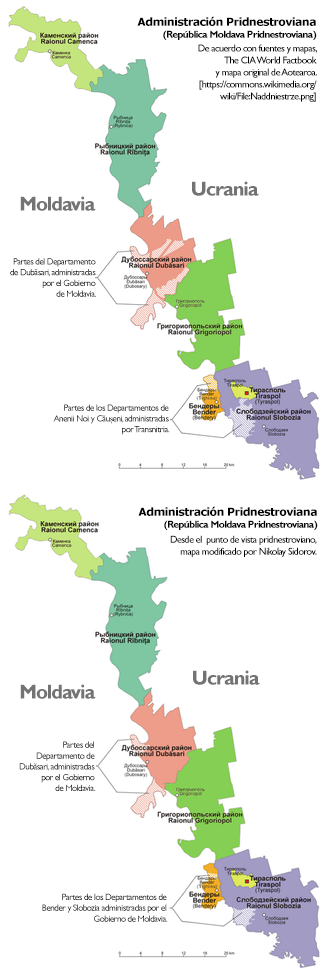
Divisiones administrativas de Transnistria

Transnistria no tiene salida al mar, pero sí tiene fronteras con Besarabia (es decir, el resto de Moldavia) al oeste (411 kilómetros) y con Ucrania al este (405 km). Se trata de un estrecho valle que se extiende en dirección norte-sur a lo largo de la orilla del río Dniéster, que forma una frontera natural a lo largo de la mayor parte colindante con (el resto de) Moldavia. Tiráspol, la capital y ciudad más grande de Transnistria, tiene alrededor de 160 000 habitantes.
El territorio controlado por Transnistria es en su mayoría (pero no totalmente) coincidente con la margen izquierda (oriental) del río Dniéster. Incluye 10 ciudades y pueblos y 69 comunas, con un total de 147 localidades (sin esa forma jurídica definida como tal). Seis municipios de la margen izquierda (Cocieri, Molovata Noua, Corjova, Pirita, Coșnița y Doroțcaia) se mantuvieron bajo el control del Gobierno de Moldavia después de la guerra de Transnistria en 1992, como parte del distrito Dubăsari. Están situados al norte y al sur de la ciudad de Dubăsari, que a su vez está bajo control de Transnistria. El pueblo de Roghi de Molovata Noua también está controlado por Tiráspol (Moldavia controla las otras nueve de las diez aldeas de los seis municipios).
En la orilla oeste, la ciudad de Bender y cuatro comunas (que contienen un total de seis aldeas) al este, sureste y sur, en la orilla opuesta del río Dniéster de la ciudad de Tiráspol (Proteagailovca, Gisca, Chițcani y Cremenciug), son controlados por las autoridades de Transnistria.

### División administrativa
Transnistria está dividida en cinco raiones (departamentos o distritos):
- Cámenca (en ruso: Каменка, romanización Kámenka);[79]
- Dubăsari (en ruso: Дубоссары, romanización Dubossáry);
- Grigoriópol (en ruso: Григориополь, romanización Grigoriópol'), capital Grigoriópol;
- Rîbnița (en ruso: Рыбница, romanización Rýbnitsa), capital Rîbnița;
- Slobozia (en ruso: Слободзея, romanización Slobodzéya), capital Slobozia.

Y una municipalidad:
- Tiráspol (en ruso: Тирасполь, romanización Tiráspol').

Además, Bender (en ruso: Бендеры, romanización Bendéry) o Tighina, ubicada en la ribera occidental del Dniéster (en Besarabia), geográficamente fuera de Transnistria, no es oficialmente parte del territorio de Transnistria —tal cual es definida por las autoridades centrales—, pero es controlada de facto por el Gobierno transnistrio, que la considera parte de su organización administrativa.

### Geología
Geológicamente, el territorio de Transnistria está situado en la vertiente suroeste de la Plataforma Europea Oriental. Se complica por las estructuras tectónicas de segundo orden: El Escudo Cristalino de Ucrania, la Placa de Moldavia, el Monoclinal del Sur de Ucrania, así como varias estructuras de tercer orden y superiores.

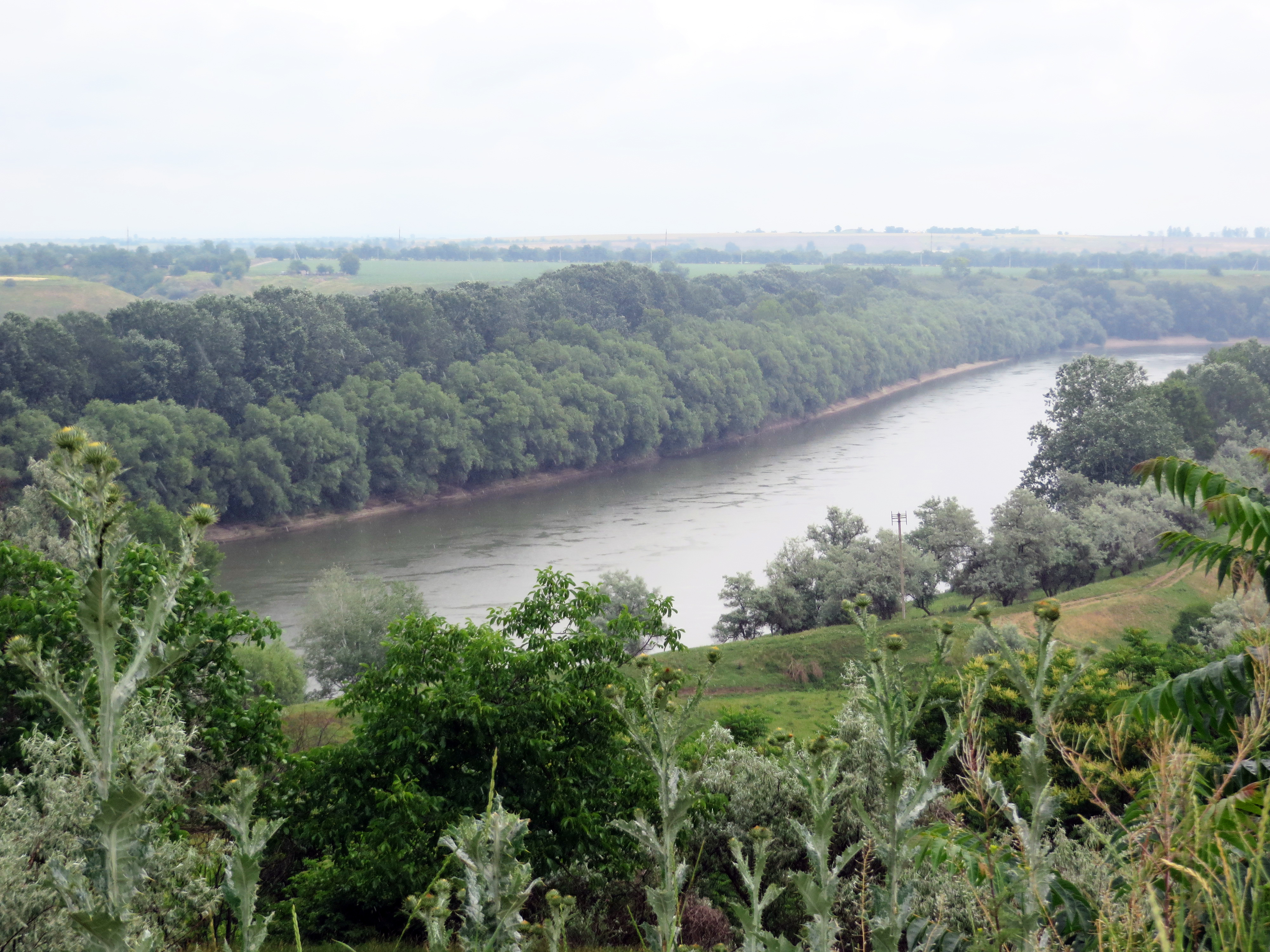
Bender, Transnistria.

El subsuelo de la Plataforma de Europa Oriental está compuesto por rocas cristalinas del Arcaico-Proterozoico. Se inclina suavemente hacia el suroeste, desde el grado cero en el norte de Transnistria hasta −1400 m en el sur, y se complica por una serie de fallas importantes, tanto antiguas como más jóvenes. La actividad tectónica moderna de la región está confirmada por la sismicidad de 6-7 puntos y el levantamiento moderno de la corteza terrestre con una amplitud de hasta +2 mm/año y el descenso de la zona del bajo Dniéster a 2 mm/año en el extremo sur (80).
La superficie de la república está compuesta por una llanura montañosa, interrumpida por valles fluviales. Su altitud media es de 140 m s. n. m. (metros sobre el nivel del mar).

### Relieve

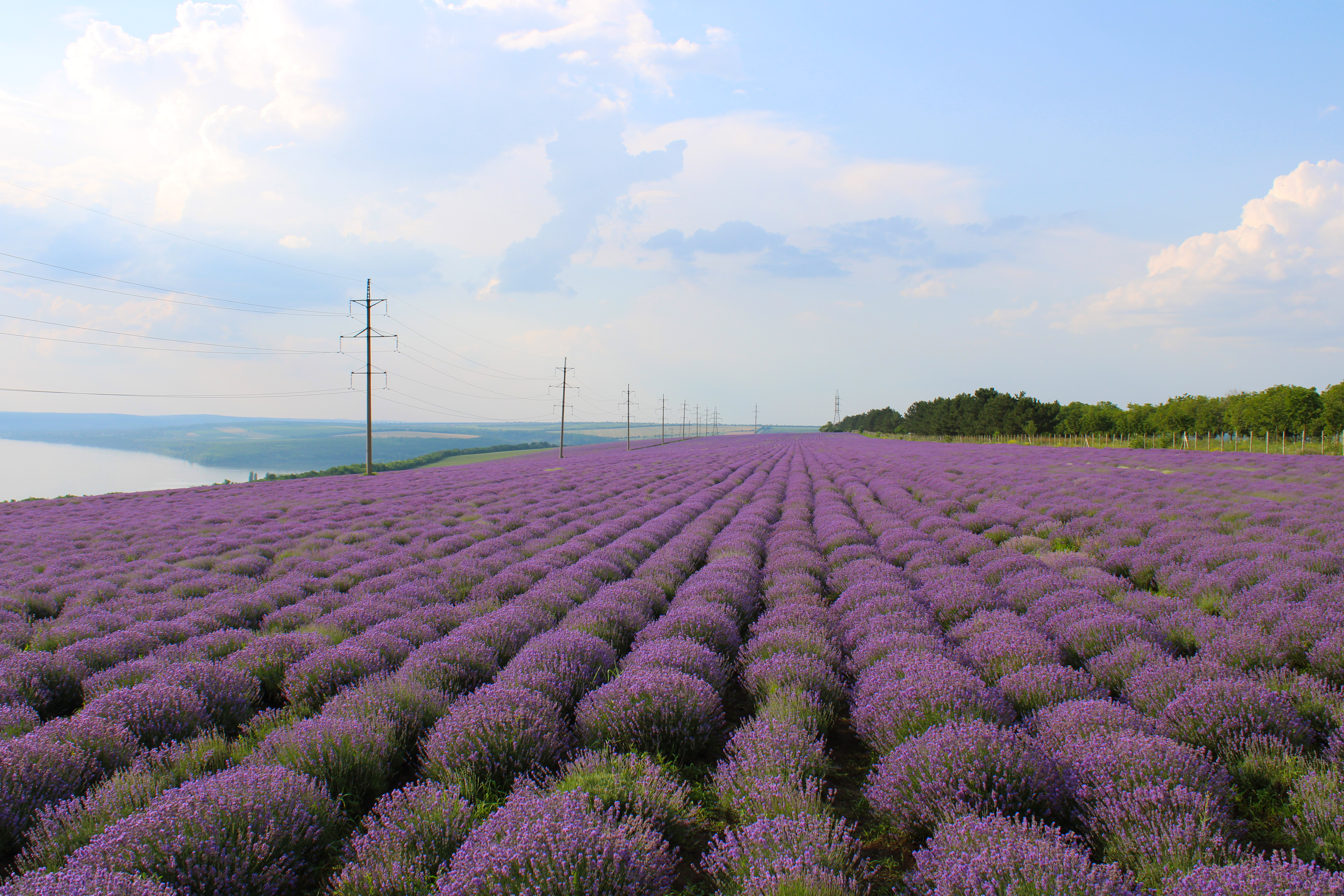
Un campo de flores Lavanda en Transnistria

La formación del relieve se produjo en el Plioceno medio, como resultado de intensos movimientos epeirógenos positivos, cuando la orilla izquierda comenzó a despejarse del Mar Póntico y el Dniéster empezó a profundizar su cauce. El elemento de relieve más antiguo es una meseta ondulada de gran altura (hasta 274 m), formada por depósitos de arena y arcilla de la Formación Báltica, de hasta 100 m de espesor, que contribuye a la disección del territorio y a la aparición de desprendimientos. El estuario del Dniéster es una de las formas terrestres más jóvenes de la orilla izquierda de la cuenca del Dniéster, con una anchura que varía desde unos pocos metros en el norte hasta 10 km o más en el sur. La llanura de inundación del Bajo Dniéster está en gran parte cubierta y, por tanto, no se inunda con las crecidas de primavera y verano.
La altura media en la orilla izquierda varía de 156 m en la Camenca y 112,5 m en los distritos de Dubasari a 53 m en Slobozia y 10-12 m en la llanura de inundación del bajo Dniéster.

### Clima

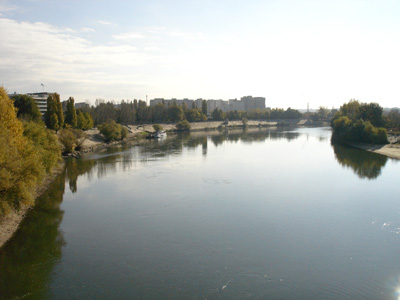
Río Dniéster

El clima es moderadamente continental. Los inviernos son suaves y cortos y los veranos calurosos y largos. Temperatura media en enero −4 °C, julio +23 °C. Mínimo absoluto −36 °C, máximo +42 °C. La precipitación media anual varía de 380 a 550 mm.
La cantidad media anual de radiación solar total aumenta de norte a sur de 108 a 118 kcal/cm2. El balance de radiación cambia en la misma dirección: de 46 a 53 cal/cm2, la duración de la insolación durante un año pasa de 2060 a 2300 horas, y el periodo cálido de un año pasa de 260 a 290 días. El periodo sin heladas no es estable y varía entre 167 y 227 días al año. La temperatura media anual del aire es de +8,3 °C en el norte y +9,7 °C en el sur de la región. La suma media anual de las temperaturas positivas alcanza 3500-3700 °С, y las activas (por encima de +10 °С) −3200-3300 °С.
Las principales características del clima de la región están determinadas por el predominio de las masas de aire procedentes del océano Atlántico. Ocasionalmente se observa aire frío procedente de las latitudes septentrionales, aire cálido y húmedo procedente del mar Mediterráneo y aire seco procedente de la parte asiática del continente. La circulación de las masas de aire tiene un carácter estacional y producen tiempo claro (90-150 días al año) y nublado (50-80 días al año).

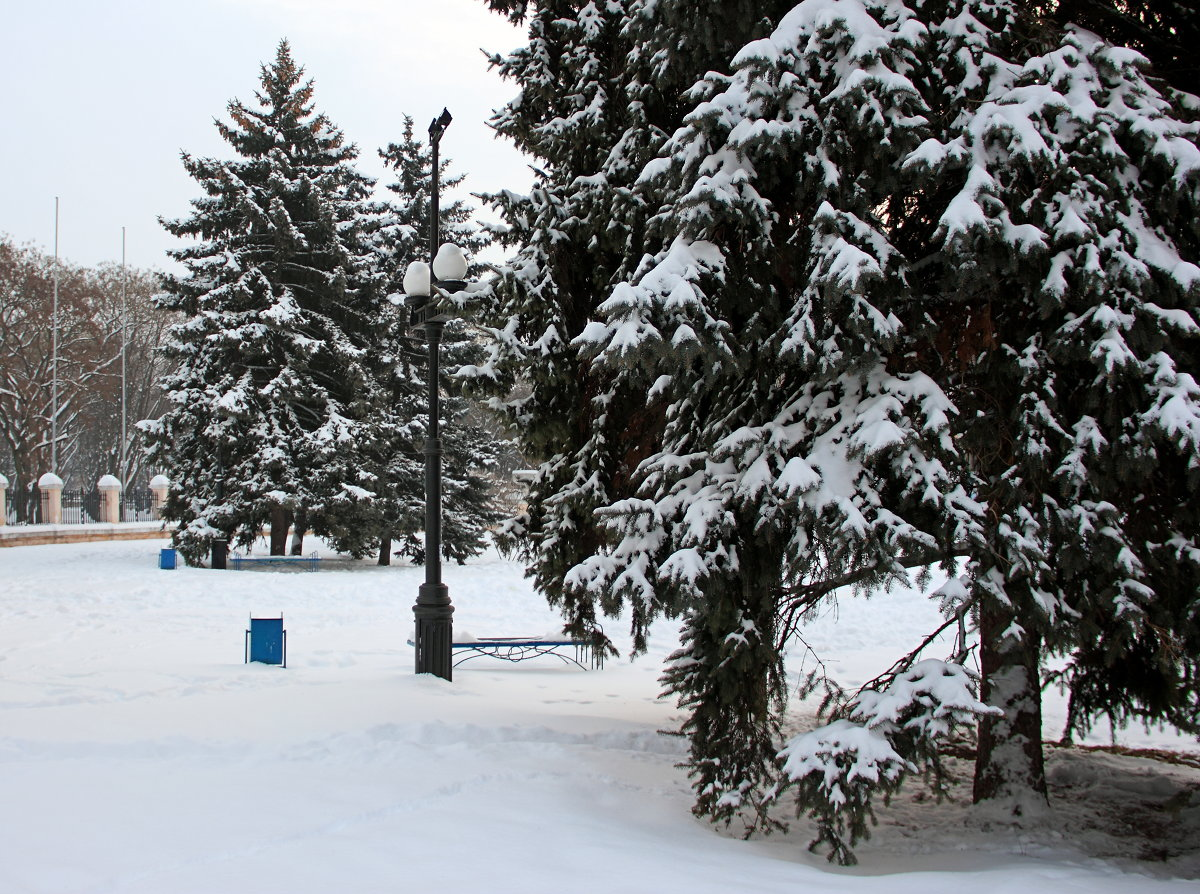
Invierno en Tiráspol, Transnistria.

Los inviernos en la región son cálidos y húmedos. Los días fríos suelen ser sustituidos por deshielos y días sin heladas. Esto se debe a la penetración de las masas de aire cálido y húmedo del Atlántico y del Mediterráneo, lo que provoca un aumento de las temperaturas medias diarias por encima de los +5 °C. Prevalece el tiempo nublado y cubierto con precipitaciones en forma de lluvia y nieve. El manto de nieve es escaso e inestable. Se producen nevadas y hielo glaseado, pero son poco frecuentes. La temperatura media mensual en enero fue de −4 °C, con posibles heladas de hasta −33 °C.
La primavera se caracteriza por una considerable variabilidad meteorológica. No son infrecuentes los cambios bruscos entre calentamiento y enfriamiento, periodos lluviosos y secos. A finales de marzo se produce una transición constante de +5 °C a +10 °C en la segunda década de abril. Sin embargo, la posibilidad de heladas se mantiene incluso en mayo.
Los veranos son soleados, calurosos y secos. Las precipitaciones de verano son en su mayoría de carácter torrencial, a veces acompañadas de fuertes vientos y granizo. Las altas temperaturas son estables. La temperatura media en julio es de +21-+22 °С, la máxima alcanza los +40 °С. Los vientos secos son frecuentes (hasta 36-38 casos al año en el sur), provocando a veces tormentas negras.
El otoño en Transnistria es cálido y prolongado. La temperatura media diaria del aire desciende por debajo de +10 °С en octubre, y por debajo de +5 °С a finales de la primera quincena de noviembre. Las primeras heladas se producen a veces a finales de septiembre, más a menudo a mediados de octubre.

### Hidrografía
El principal río de la región es el Dniéster, que tiene 425 km de longitud dentro de Transnistria. El caudal medio anual en la ciudad de Bendery es de unos 310 m3/s.
Los ríos más pequeños de la región, el Camenca (0,77 m3/s de caudal medio anual), el Belochi (0,55 m3/s), el Molokish (0,25 m3/s), el Rybnitsa (0,11 m3/s) y el Iahorlyk (0,76 m3/seg) son todos afluentes del Dniéster.
La construcción de la presa de la central hidroeléctrica de Dubasari condujo a la formación de un embalse, que entró en funcionamiento en 1954. Se encuentra en el tramo del Dniéster entre las ciudades de Camenca y Dubossary. Con un horizonte de contención normal, su longitud es de unos 128 km, su anchura media es de 528 m, y su superficie de agua es de 67,5 km2. La capacidad total de almacenamiento del embalse se ha reducido en los últimos años, debido al aterramiento, de 485,5 a 266 millones de metros cúbicos.
El embalse de Kuchurgan, fronterizo con Ucrania, es utilizado por la central térmica de Moldavskaya para sus necesidades tecnológicas. Actualmente, su longitud es de 20 km, la anchura de la presa es de 3 km, la superficie del agua es de 27,2 km2, el volumen es de 88 millones de metros cúbicos.
En el territorio de la región hay 12 depósitos explorados de aguas minerales subterráneas con un caudal de hasta 22 000 metros cúbicos al día.

### Suelos
La lista sistemática actual de los suelos de la región incluye los siguientes tipos y subtipos de suelos: tierra negra, suelos de pradera aluvial, suelos de pradera dealluvial-chernozem (recuperados), suelos de césped-carbonato, solonets esteparios, suelos de bosque gris oscuro. El tipo de suelo dominante en la región es el negro, que cubre más del 90 % del terreno.

### Flora y fauna

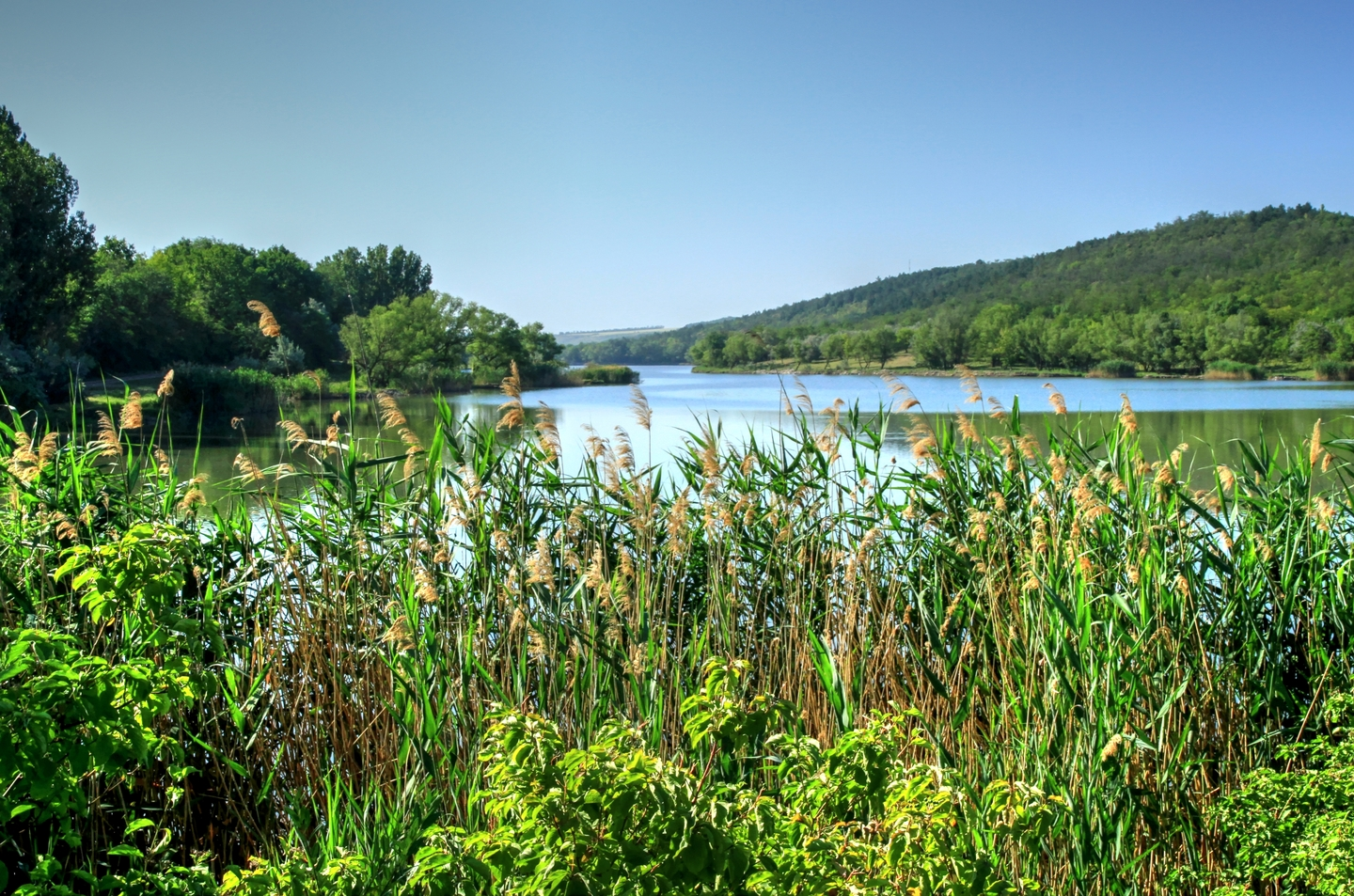
Paisaje de la Reserva Científica Lagorlîc

La vegetación natural cubre una superficie insignificante. Las tierras de cultivo constituyen el 90 % del territorio, los bosques se conservan en forma de macizos separados, la superficie total es de 31 100 hectáreas (8 %). Los tipos de vegetación forestal zonal están representados por bosques de hoja ancha de tipo europeo medio. La especie más extendida es el roble inglés. El Estado protege 49 especies de plantas raras y en peligro de extinción. Las plantas medicinales se encuentran en todas las zonas naturales de Transnistria.
El mundo animal, a pesar de la superficie relativamente pequeña del territorio, es bastante diverso y cuenta con más de 12 000 especies de animales invertebrados y vertebrados. En el territorio de Transnistria, la fauna está estrechamente interconectada con la vegetación y los biotopos habitados y comprende cinco grandes complejos faunísticos: arbolado-arbolado, paisajes abiertos, laderas rocosas, barrancos y acantilados, humedales y zonas pobladas. La única reserva en Transnistria es la de Iagorlic.

## Demografía
Según el censo de 1989, la población era de 679 000 habitantes, incluyendo todas las localidades de la zona de seguridad, incluso aquellas que se encuentran bajo control moldavo. De acuerdo con el censo de 2004, la población era de 555 347 habitantes, excluyendo las áreas bajo control moldavo.

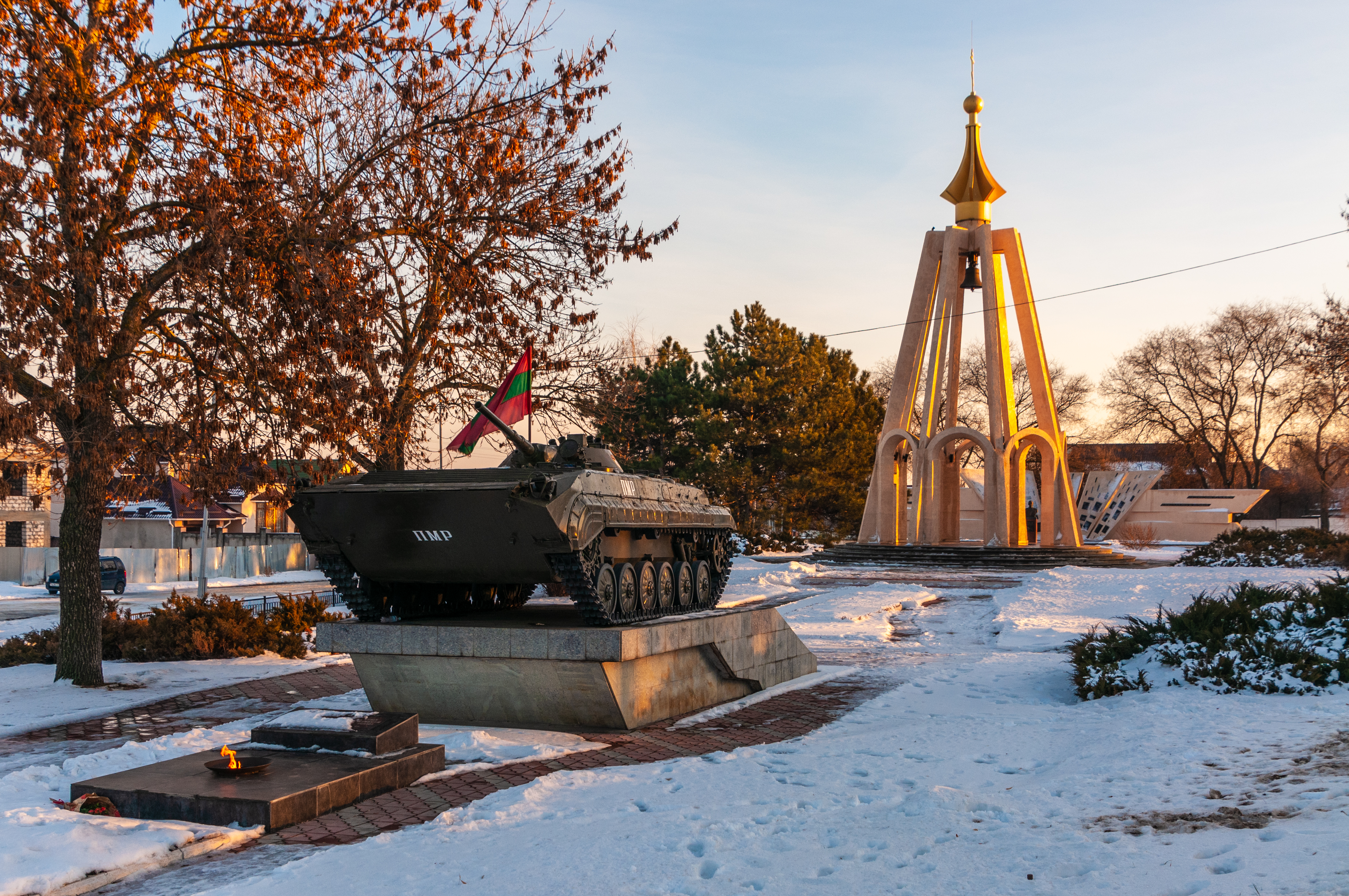
Bender en Transnistria

En total, en las zonas controladas por el Gobierno de Transnistria había 555 347 personas, incluyendo 177 785 moldavos (32,10 %), 168 678 rusos (30,35 %), 160 069 ucranianos (28,81 %), 13 858 búlgaros (2,50 %), 4096 gagaúzos (0,74 %), 1791 polacos (0,32 %), 1259 judíos (0,23 %), 507 gitanos (0,09 %) y 27 454 de otros grupos étnicos (4,94 %). De estos, 439 243 vivían en Transnistria y 116 104 vivían en localidades controladas por el Gobierno de Transnistria, pero que pertenecen formalmente a otros distritos de Moldavia: la ciudad de Bender (Tighina), las comunas de Proteagailovca, Gîsca, Chițcani, Cremenciug y el pueblo de Roghi de la comuna Molovata Nouă.
Los moldavos son el grupo étnico más numeroso, representando una mayoría absoluta en los dos distritos de la Transnistria central —distrito de Dubăsari (50,15 %) y distrito de Grigoriópol (64,83 %)— una mayoría relativa del 47,82 % al norte en el distrito de Cámenca y un 41,52 % en el distrito de Slobozia al sur. En el distrito de Rîbnița eran una minoría del 29,90 %, y en la ciudad de Tiráspol constituían una minoría del 15,24 % de la población.
Los rusos eran el segundo grupo étnico más numeroso, lo que representa una mayoría relativa del 41,64 % en la ciudad de Tiráspol, una minoría de 24,07 % en Slobozia, el 19,03 % en Dubăsari, un 17,22 % en Rîbnița, un 15,28 % en Grigoriópol y el 6,89 % en Camenca. Los ucranianos eran el tercer grupo étnico más numeroso, representados por una mayoría relativa del 45,41 % en el distrito de Rîbnița, un 42,55 % en Camenca, un 32,97 % en Tiráspol, un 28,29 % en Dubăsari, un 23,42 % en Slobozia y un 17,36 % en Grigoriópol.
Los búlgaros eran el cuarto grupo étnico más grande de Transnistria, aunque mucho menos numerosos que los tres grupos étnicos más grandes. La mayoría de los búlgaros en Transnistria son búlgaros de Besarabia, descendientes de los expatriados que se establecieron en Besarabia en los siglos XVIII y XIX. El principal centro de búlgaros en Transnistria es la gran aldea de Parcani, que tenía una mayoría absoluta de búlgaros y una población total de alrededor de 10 000 búlgaros.
En Bender (Tighina) y las demás localidades que no están bajo el control del Gobierno separatista, los rusos étnicos representaban la mayoría relativa del 43,43 %, seguido de los moldavos en 26,15 %, ucranianos en 17,08 %, búlgaros con un 2,89 %, gagaúzos con un 1,03 %, judíos en 0,34 %, polacos con un 0,17 %, gitanos con un 0,13 % y otros grupos con un 7,78 %.

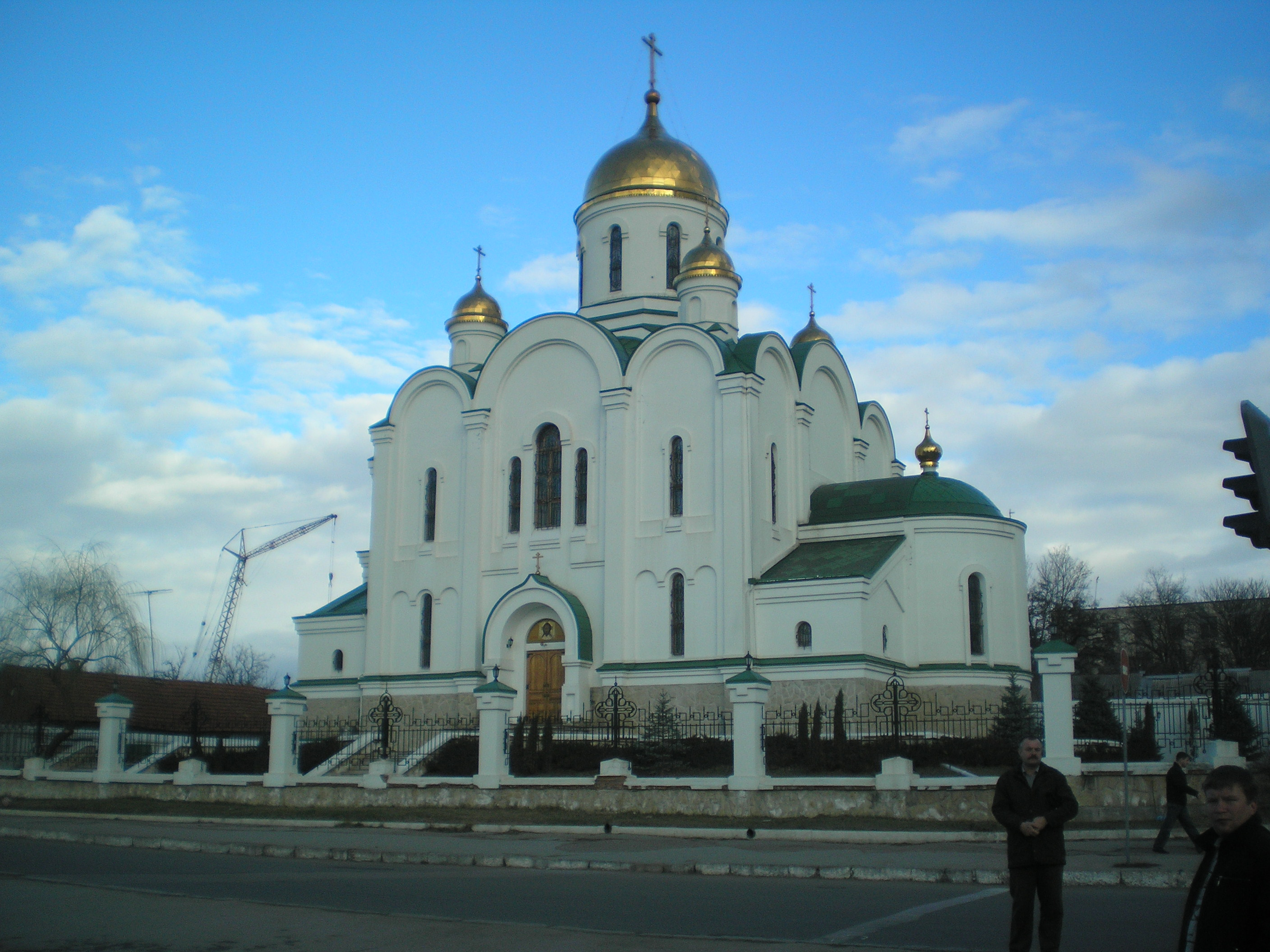
Basílica ortodoxa de Tiráspol

Cerca del 62 % de la población de Transnistria pertenece a alguna etnia eslava.

### Religión
Las estadísticas oficiales muestran que el 91 % de la población de Transnistria profesa el cristianismo ortodoxo oriental, además de un 4 % que pertenece al catolicismo. Los católicos se encuentran principalmente en el norte de Transnistria, donde vive una notable minoría polaca. Los católicos de Transnistria pertenecen todos a la diócesis de Chisináu, pero están agrupados en un "decanato de Transnistria" separado. En Ribnitsa, la comunidad católica clandestina obtuvo el reconocimiento oficial en 1990 (todavía bajo el mandato de Gorbachov) y se le concedió un terreno en el que construyó la iglesia parroquial de San José. Debido a la fuerte rusificación de los católicos originalmente polacos, la rareza litúrgica allí es que la liturgia latina se celebra en ruso. En Rashkov, la magnífica iglesia barroca donada en 1749 por el magnate polaco Josef Lubomirski fue renovada con dinero de la ayuda polaca. En total, hay seis parroquias católicas en Transnistria.
Los protestantes bautistas de Transnistria están unidos en 25 congregaciones locales con unos 4000 miembros. Forman una de las nueve uniones regionales de la Unión de Iglesias Cristianas Evangélicas Bautistas de Moldavia (y Transnistria).
La comunidad judía de Transnistria desempeñó un papel importante en el pasado. Los judíos eran especialmente fuertes en las ciudades de Bendery y Tiraspol, donde a veces constituían más de un tercio de la población. Los judíos de Transnistria fueron asesinados en gran parte en el Holocausto durante la ocupación germano-rumana en la Segunda Guerra Mundial. La mayoría de los judíos restantes emigraron tras el colapso de la Unión Soviética. En el censo del Transdniéster de 2004, 1259 personas seguían declarando su origen "judío", lo que corresponde al 0,23 % de la población total. Todavía hay cuatro sinagogas activas en el país.

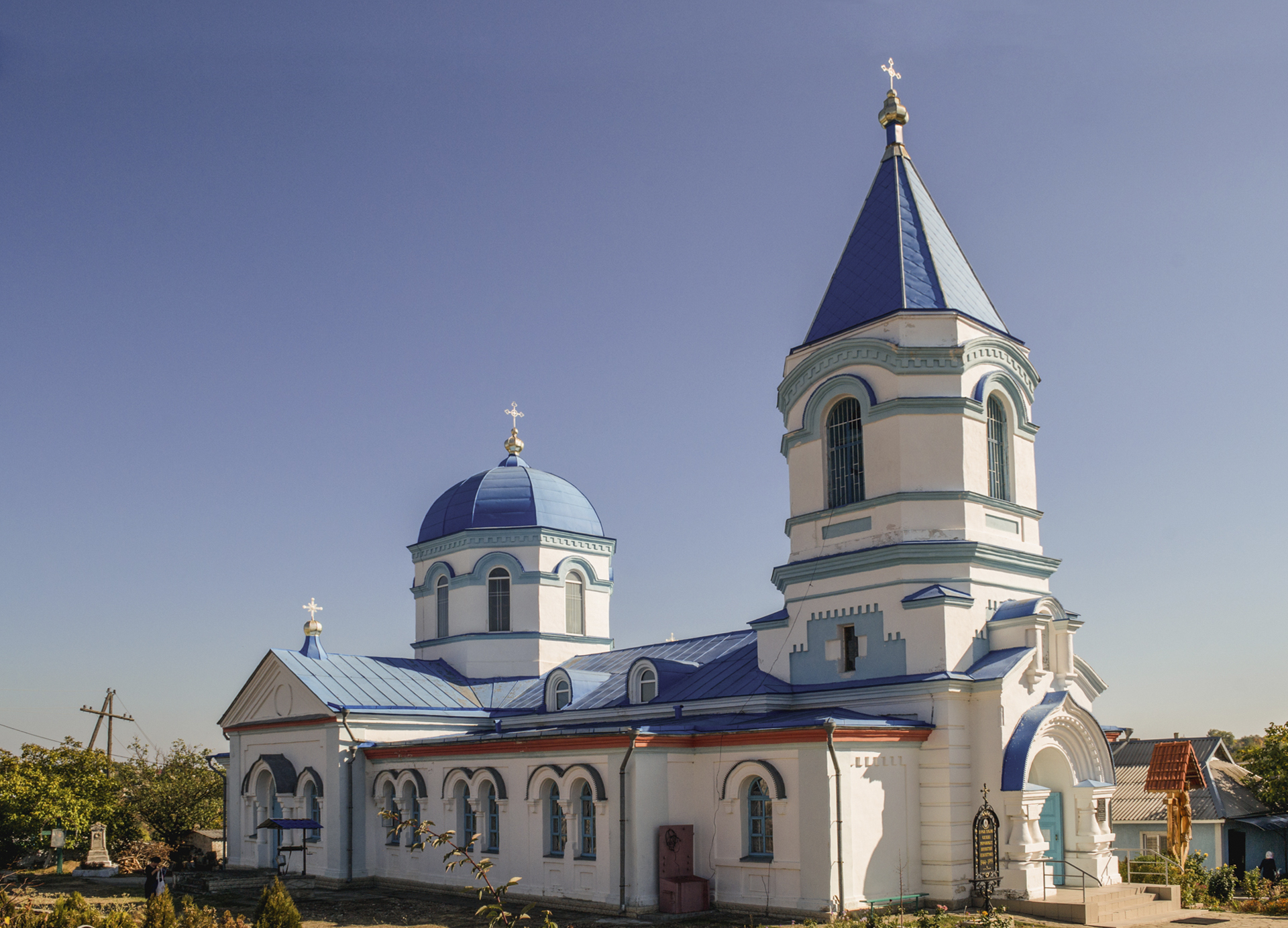
Iglesia de San Jorge en Taslic

La organización judía de Moldavia y Transnistria calcula que sólo en Tiraspol y sus alrededores viven unos 1900 judíos y otros 400 en Rybnitsa. Muchos edificios que antes se utilizaban como sinagogas, hospitales judíos, tiendas religiosas o escuelas judías han sobrevivido a la guerra, pero se utilizan para otros fines o están en mal estado.
El Gobierno local ha apoyado la restauración y construcción de nuevas iglesias ortodoxas. Afirma que la República tiene libertad de culto y que las creencias religiosas y 114 congregaciones están registrados oficialmente. Sin embargo, en 2005 se presentaron supuestos obstáculos de registro a algunos grupos religiosos, en particular los Testigos de Jehová. En 2007 la estadounidense Christian Broadcasting Network denunció la persecución de protestantes en Transnistria.

### Lenguas
Según la Constitución de Transnistria, hay tres lenguas oficiales, que al menos de iure tienen los mismos derechos: el ruso, el ucraniano y el moldavo (escrito en alfabeto cirílico).

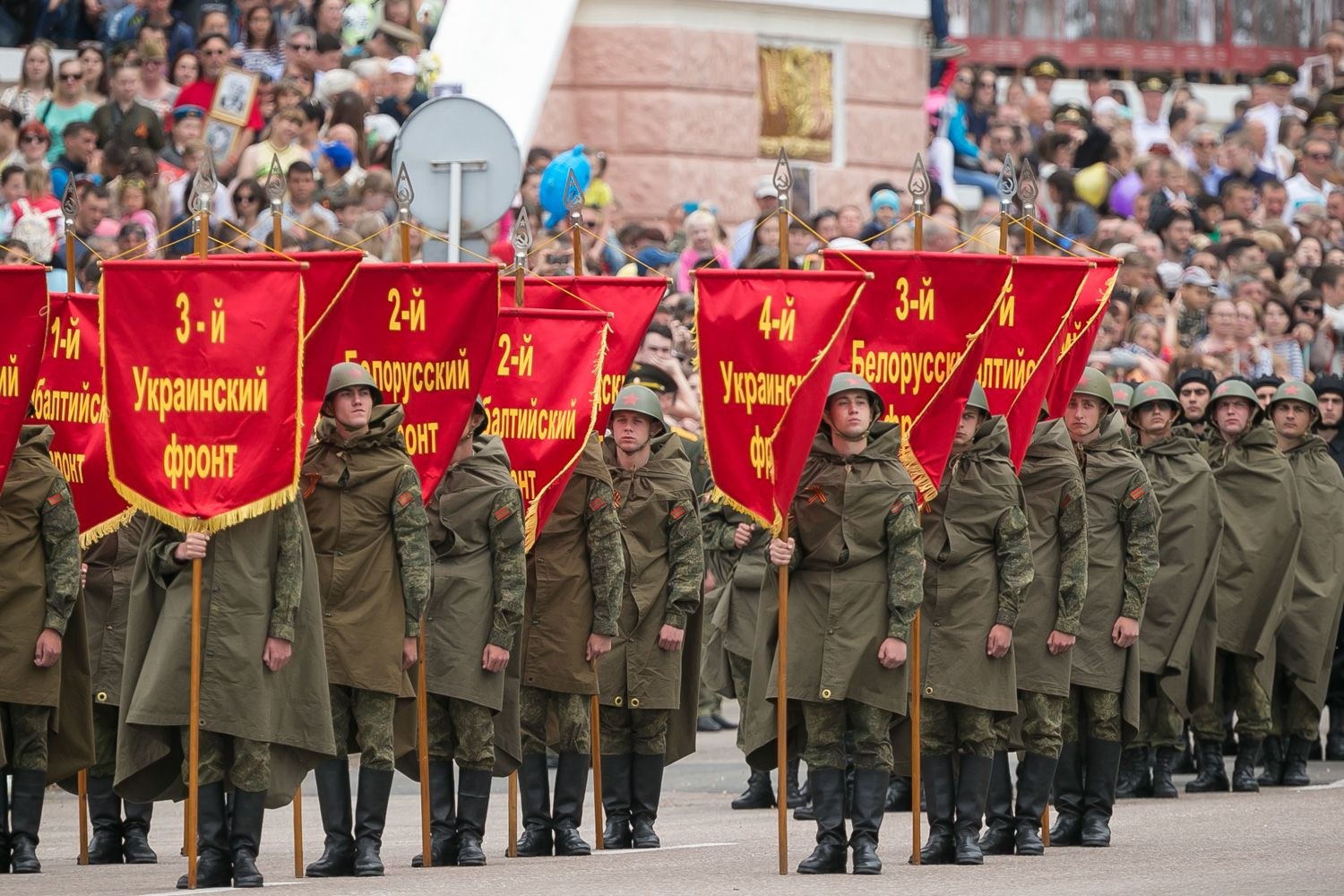
Un desfile militar de Transnistria en el que se usan carteles con el Alfabeto Cirílico

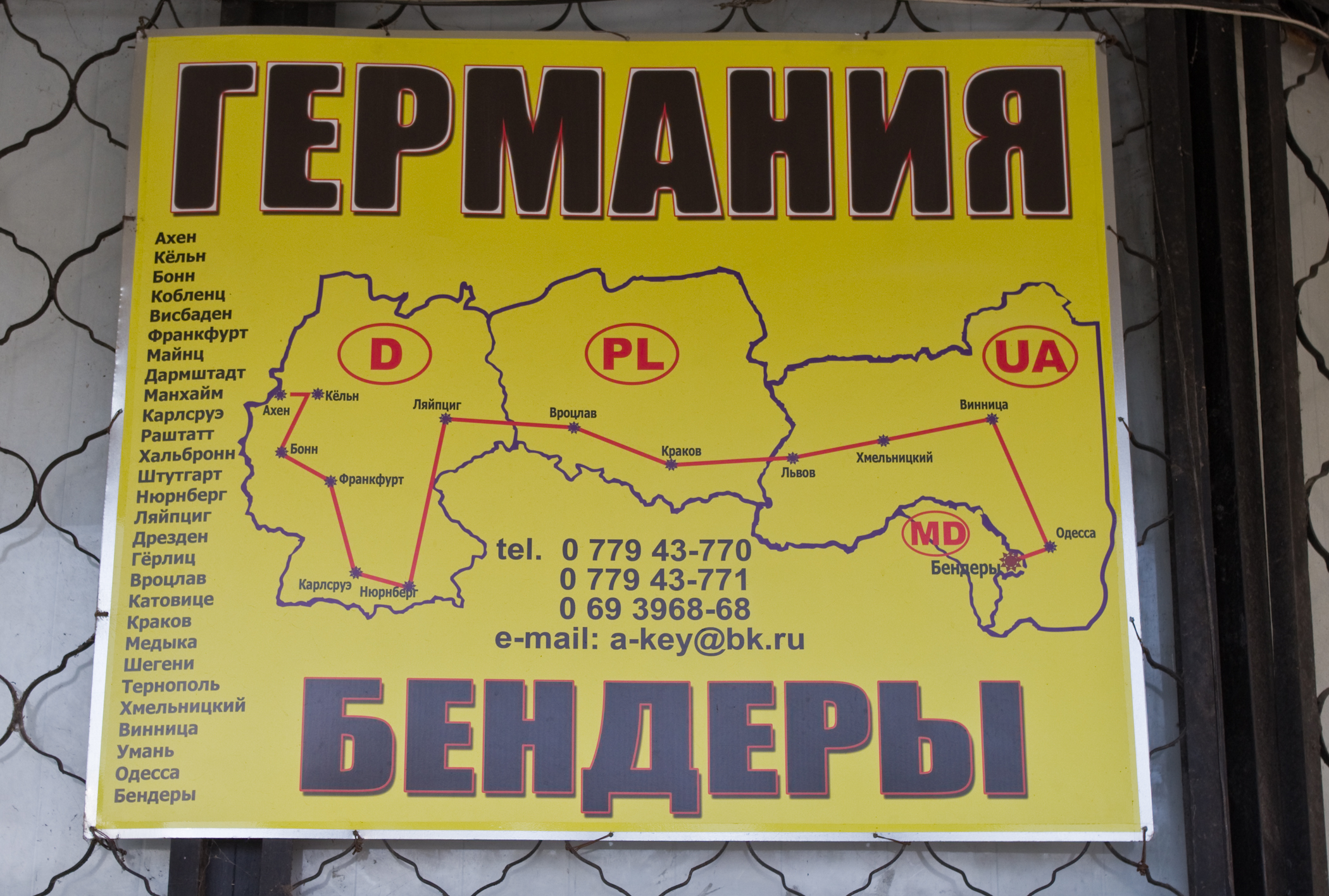
Un Mapa en Transnistria escrito en alfabeto cirílico

En la vida cotidiana, el ruso es, con diferencia, la lengua más extendida y domina claramente la vida pública, el sector de los medios de comunicación y la política. El predominio del ruso también se ve favorecido por su condición de lengua de importancia regional y la consiguiente gran oferta de medios de comunicación como películas, libros y ofertas de Internet procedentes del extranjero, especialmente de Rusia. Al ser la única de las tres lenguas oficiales, el ruso también es hablado y comprendido casi universalmente por todos los grupos de población; en las zonas étnicamente mixtas, por tanto, sirve automáticamente de lengua franca.
Sin embargo, hay escuelas en los tres idiomas oficiales, y la televisión estatal Perwy Pridnestrowski también emite programas en ucraniano y moldavo. En las escuelas del Transdniéster, además del ruso se debe aprender al menos otra lengua oficial del país, es decir, el moldavo o el ucraniano. Mientras que en las grandes ciudades de Transnistria se escucha principalmente el ruso en la vida cotidiana, en el campo se habla mucho ucraniano y moldavo. Los documentos oficiales y las conversaciones oficiales también pueden solicitarse en las tres lenguas, aunque en la práctica esto suele fallar por la falta de conocimientos lingüísticos de los funcionarios.
El moldavo es la denominación empleada por Transnistria para referirse al rumano, siendo idéntico al rumano, excepto por algunos préstamos del ruso. Hasta 1989, el moldavo era el nombre de la lengua oficial en toda Moldavia y se escribía con letras cirílicas. En 1989 se decidió finalmente volver al alfabeto latino, pero esto fue boicoteado en Transnistria. La denominación "idioma moldavo" se mantuvo inicialmente también en Moldavia; solamente desde 2013 la lengua oficial de ese país ha sido designada oficialmente como rumano. Sin embargo, Transnistria insiste en utilizar el alfabeto cirílico y la denominación de moldavo. Como en Transnistria la lengua solo se escribe en cirílico, solamente hay una pequeña oferta de medios de comunicación en cirílico moldavo, entre ellos el periódico estatal Adevărul Nistrean.
El predominio del ruso también es evidente en el sistema educativo. Según un informe de 2009 del instituto moldavo de ciencias políticas Institutul de Politici Publice, el ruso es la única lengua de enseñanza en el 70,3 % de las escuelas de Transnistria. El 17,4 % de las escuelas son exclusivamente de lengua moldava (rumano en escritura cirílica), el 8,4 % son bilingües moldavo-ruso, el 3,1 % de las escuelas enseñan en rumano (en escritura latina) y el 1 % restante en ucraniano.
Así, en el 28,9 % de las escuelas, la enseñanza se imparte total o parcialmente en rumano, lo que es ligeramente inferior al porcentaje de moldavos en la población de Transnistria (31,9 %). Las seis escuelas que imparten clases en rumano y en alfabeto latino entran repetidamente en conflicto con las autoridades de Transnistria. Están dirigidas y financiadas en parte por el Ministerio de Educación moldavo, y su personal docente suele ser crítico con Transnistria. En algunos casos, se intentó poner las escuelas bajo la administración de Transnistria, forzar el uso del alfabeto cirílico o impedir ceremonias que se consideraban "provocadoras", como el canto del himno nacional moldavo. El conflicto escolar alcanzó su punto álgido en 2004, cuando la ministra de Educación de Transnistria, Yelena Bomeshko, hizo cerrar por la fuerza cuatro de las seis escuelas de lengua rumana y sugirió a los padres afectados que enviaran a sus hijos a las escuelas de cirílico moldavo. Tras las duras críticas de Moldavia y de organizaciones internacionales como la OSCE, se revocó la decisión y se reabrieron las escuelas.
Solamente un 1 % de las escuelas de Transnistria enseñan en ucraniano. El ruso sigue considerándose la lengua de mayor prestigio social; además, a lo largo del siglo XX, amplios sectores de ucranianos de Transnistria se asimilaron lingüísticamente convirtiéndose en rusoparlantes y, por tanto, también prefieren las escuelas de lengua rusa para sus hijos. El ucraniano es también la lengua oficial más débil de Transnistria en otros ámbitos. Los carteles de las calles, por ejemplo, rara vez son trilingües, sino mayoritariamente bilingües (ruso y moldavo). Esta débil posición de Ucrania se debe a la historia de la región: A diferencia de las otras dos lenguas oficiales, el ucraniano no alcanzó este estatus hasta 1990 con la independencia de facto de Transnistria. Hasta entonces, la lengua no tenía carácter oficial, no había escuelas en ucraniano ni carteles con inscripciones en ucraniano. En cambio, el moldavo y el ruso ya estaban anclados en el sistema escolar en la época de la Unión Soviética. El ucraniano era entonces una lengua que se utilizaba exclusivamente en entornos privados e informales, por lo que el estatus de la lengua ha mejorado desde 1990. En las zonas rurales del norte hay muchos pueblos habitados principalmente por ucranianos, donde el ucraniano es la lengua cotidiana. También está muy extendido el súrzhik, un híbrido de ucraniano y ruso. Transnistria publica el periódico estatal "Homin" en ucraniano.

### Educación

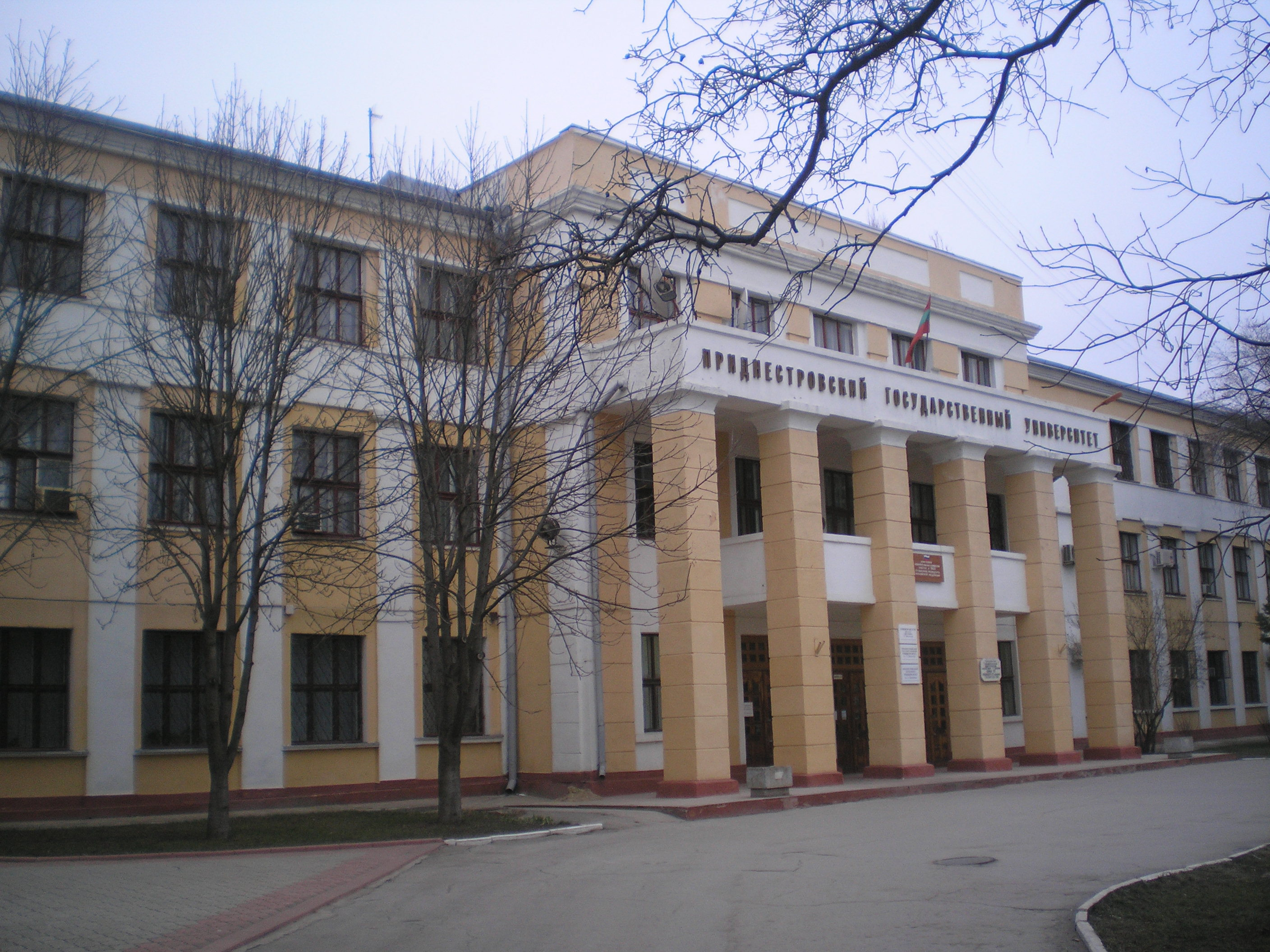
Universidad Estatal de Transnistria

La educación pública en rumano en Transnistria se hace usando el alfabeto cirílico moldavo creado por los soviéticos. El uso de la escritura latina se restringió a solo seis escuelas. Cuatro de estas escuelas fueron cerradas a la fuerza por las autoridades locales, que afirmaban que esto era debido a la negativa de las escuelas a solicitar su reconocimiento oficial. Estas escuelas fueron posteriormente registradas como escuelas privadas y reabiertas. Este proceso puede haber sido acelerado por la presión de la Unión Europea.
La misión de la OSCE en Moldavia instó a las autoridades locales en la ciudad transnistria de Rîbnița a devolver un edificio confiscado a la escuela de escritura latina rumana de la ciudad. El edificio inacabado estaba casi terminado en 2004, cuando tomó el control de Transnistria durante la crisis escolar de ese año.
En noviembre de 2005 Ion Iovcev, director de una escuela de lengua rumana en Transnistria y activo defensor de los derechos humanos, así como un crítico de los dirigentes de Transnistria, recibió llamadas amenazantes que atribuyó a sus críticas al régimen separatista.
En agosto de 2021, el gobierno de Transnistria se negó a registrar el Liceo Teórico Lucian Blaga de Tiraspol y lo obligó a cesar sus actividades durante tres meses, lo que afectó al curso escolar de los alumnos del centro y constituye una violación de varios artículos de la Convención sobre los Derechos del Niño.

## Economía

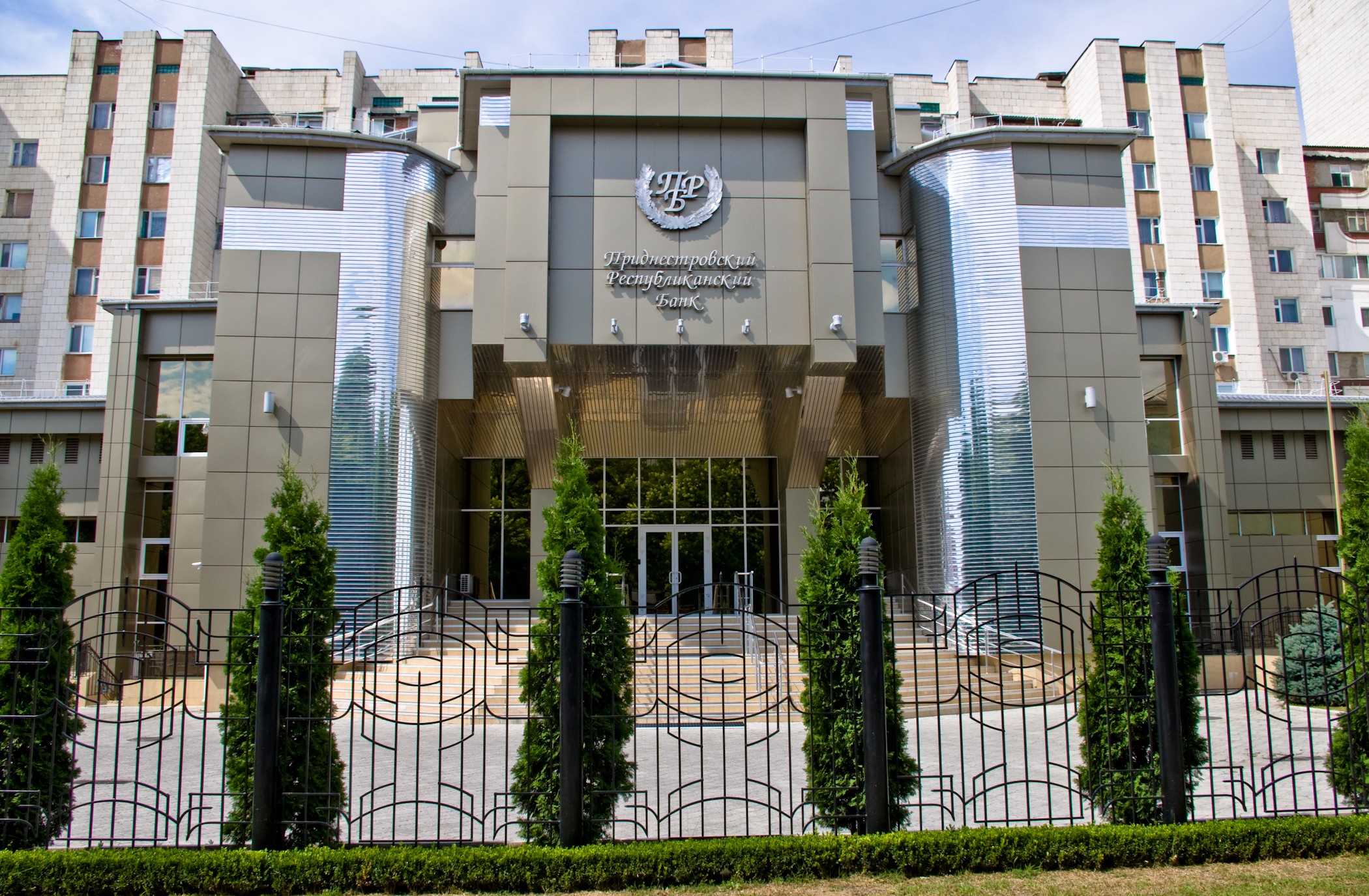
Banco Republicano de Transnistria

La economía de Transnistria es mixta. Durante la década de 1990 se realizó un proceso de privatización de las empresas. La economía se basa en la industria pesada, la producción eléctrica y las manufacturas textiles. Estos tres sectores suman el 80 % del total de la producción industrial. El PNB se sitúa sobre 420 millones de dólares en 2005, según fuentes propias.
Después de la Segunda Guerra Mundial, Transnistria se industrializó fuertemente, hasta el punto de que, en 1990, era responsable del 40 % del PIB de Moldavia y del 90 % de su electricidad, aunque sólo contaba con el 17 % de la población de Moldavia. Tras el colapso de la Unión Soviética, Transnistria quiso volver a una "economía planificada al estilo de Brezhnev", pero varios años después decidió orientarse hacia una economía de mercado.
El 11 de noviembre de 2014, el Gobierno ruso y el de Transnistria suscribieron un memorándum de cooperación en el desarrollo del sector financiero. También se firmó un memorándum de cooperación entre el Ministerio de Telecomunicaciones de Rusia y el Servicio Estatal de Comunicación e Información de Transnistria en materia de tecnologías de la información.

### Moneda
La moneda utilizada es el rublo de Transnistria (TRR), disponible en monedas de metal y billetes. También se utilizan monedas de plástico.

Algunos cajeros automáticos no pueden utilizarse con tarjetas bancarias extranjeras. Asimismo, los pagos con tarjeta en los comercios suelen estar restringidos a los titulares locales. Es posible sacar rublos de Transnistria, euros o dólares en la mayoría de los cajeros automáticos instalados recientemente, sobre todo en la capital.

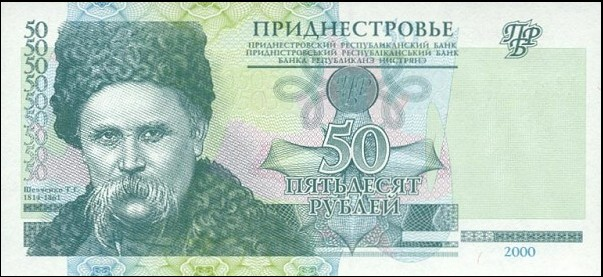
50 rublos transnistrios

El Banco Republicano de Transnistria es el encargado de la emisión de la moneda local, el rublo transnistrio, que es convertible según una tasa de cambio flotante.

### Macroeconomía
Según el gobierno de Transnistria, el PIB de 2007 fue de 6789 millones de rublos (unos 799 millones de dólares) y el PIB per cápita fue de unos 1500 dólares. El PIB aumentó un 11,1 % y la tasa de inflación fue del 19,3 %, siendo el PIB per cápita de 2140 dólares, superior al PIB per cápita de Moldavia, que es de 2040 dólares. El presupuesto del gobierno de Transnistria para 2007 fue de 246 millones de dólares, con un déficit estimado de unos 100 millones de dólares que el gobierno planeaba cubrir con los ingresos de las privatizaciones. El presupuesto para 2008 es de 331 millones de dólares, con un déficit estimado de unos 80 millones de dólares.
En 2004, Transnistria tenía una deuda de 1200 millones de dólares (dos tercios son con Rusia) que era per cápita unas seis veces mayor que la de Moldavia (sin Transnistria). En marzo de 2007, la deuda con Gazprom por la adquisición de gas natural aumentó a 1300 millones de dólares. El 22 de marzo de 2007, Gazprom vendió la deuda de gas de Transnistria al empresario ruso Alisher Usmanov, que controla Moldova Steel Works, la mayor empresa de Transnistria. El presidente de Transnistria, Igor Smirnov, ha anunciado que Transnistria no pagará su deuda de gas porque "Transnistria no tiene ninguna deuda legal con Gazprom". En noviembre de 2007, la deuda total del sector público de Transnistria ascendía a 1640 millones de dólares.
Según una entrevista realizada en 2007 a Yevgeny Shevchuk, entonces presidente del Consejo Supremo de Transnistria, este país se encontraba para ese año en una difícil situación económica. A pesar de la subida de impuestos del 30 % en 2007, el fondo de pensiones sigue careciendo de dinero y era necesario tomar medidas de emergencia. Sin embargo, Shevchuk mencionó que la situación no era desesperada y no podía considerarse una crisis, ya que una crisis significa retrasos de tres meses en el pago de pensiones y salarios.

### Comercio exterior

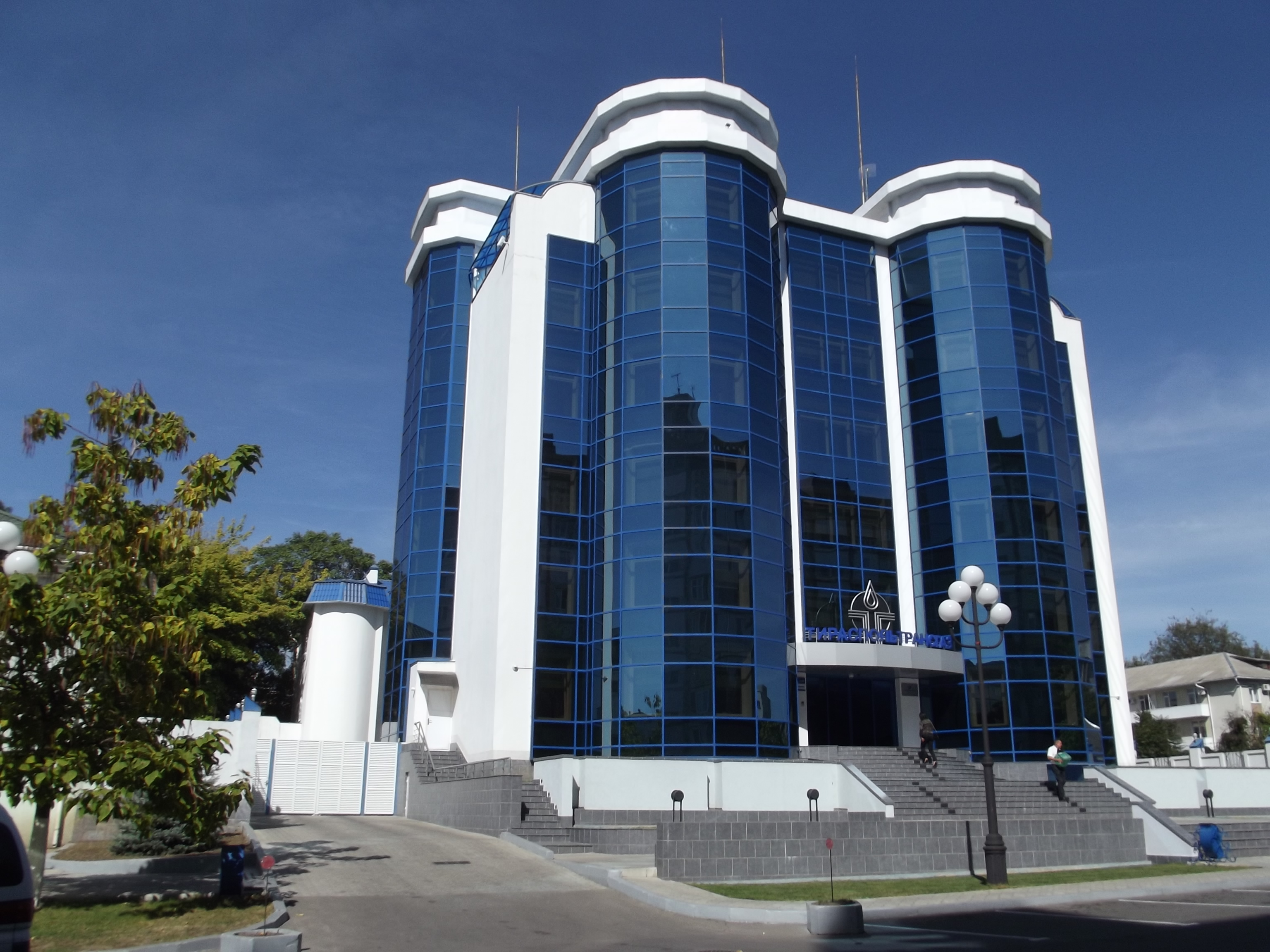
Edificio de Oficinas en Tiraspol

En 2020, las aduanas de Transnistria declararon unas exportaciones de 633,1 millones de dólares y unas importaciones de 1052,7 millones de dólares. A principios de la década de 2000, más del 50 % de las exportaciones se dirigieron a la CEI, principalmente a Rusia, pero también a Bielorrusia, Ucrania y Moldavia (que las autoridades de Transnistria consideran extranjeras). Los principales mercados no pertenecientes a la CEI para los productos de Transnistria eran Italia, Egipto, Grecia, Rumania y Alemania. La CEI representaba más del 60 % de las importaciones, mientras que la cuota de la UE era de aproximadamente el 23 %. Las principales importaciones eran de metales no preciosos, productos alimenticios y electricidad.
Después de que Moldavia firmara el Acuerdo de Asociación con la UE en 2014, Transnistria -al ser reclamada como parte de Moldavia- disfrutó de las exportaciones libres de aranceles a la UE. Como resultado, en 2015, el 27 % de las exportaciones de Transnistria por valor de 189 millones de dólares se dirigieron a la UE, mientras que las exportaciones a Rusia se redujeron al 7,7 %. Este cambio hacia el mercado de la UE siguió creciendo en 2016.

### Sectores económicos

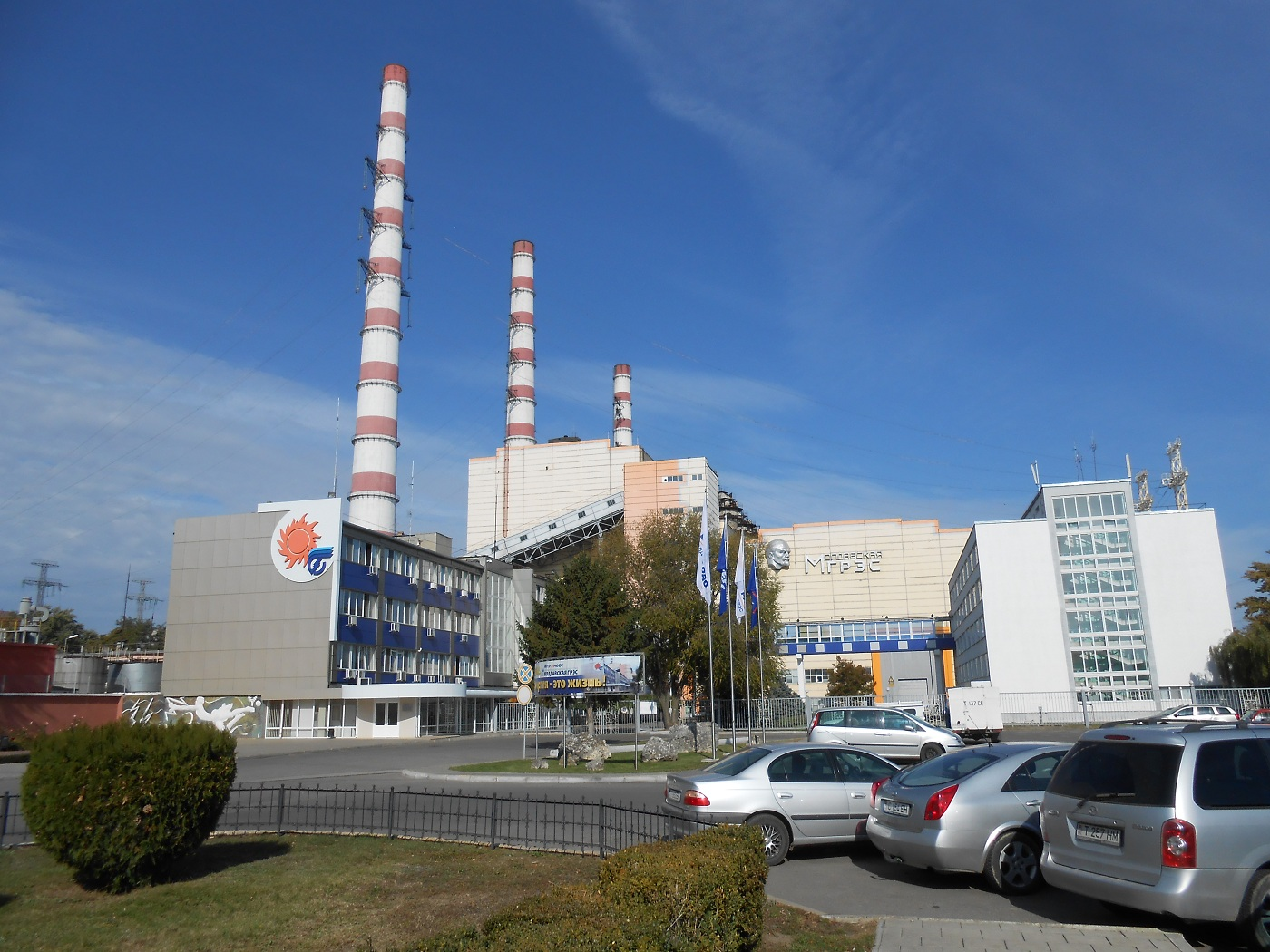
Una central eléctrica en Transnistria

La principal industria es la siderúrgica, debido a la Moldova Steel Works (parte del holding ruso Metalloinvest) en Rîbnița, que representa alrededor del 60 % de los ingresos presupuestarios de Transnistria. La mayor empresa de la industria textil es Tirotex, que afirma ser la segunda mayor empresa textil de Europa. El sector energético está dominado por empresas rusas. La mayor compañía eléctrica, Moldavskaya GRES (central eléctrica de Cuciurgan), está en Dnestrovsc y es propiedad de Inter RAO UES, y la compañía de transmisión y distribución de gas Tiraspoltransgas está probablemente controlada por Gazprom, aunque ésta no ha confirmado la propiedad oficialmente. El sector bancario de Transnistria consta de 8 bancos comerciales, entre ellos Gazprombank. El productor de alcohol más antiguo, KVINT, situado en Tiraspol, produce y exporta brandy, vinos y vodka.

### Recursos minerales
La base de los recursos minerales está formada por los minerales no metálicos, representados por las materias primas del cemento, los materiales naturales de construcción y las aguas subterráneas. Se conocen 79 yacimientos de minerales sólidos y 88 depósitos subterráneos de agua dulce y mineral.
El más importante entre los minerales sólidos es el cemento, basado en rocas carbonatadas y arcillosas. Se utilizan en la fábrica de cemento y pizarra de Rybnitsa. Las reservas totales de materias primas de cemento ascienden a 235 millones de toneladas. Un mineral igualmente importante es la piedra de pared, extraída de la caliza del Sármata Medio. Sus reservas ascienden a 95 millones de metros cúbicos. Las rocas carbonatadas también se utilizan como materia prima para la producción de cal, piedra triturada, bute y para las necesidades tecnológicas de la industria azucarera.
La industria azucarera utiliza "sakhkamen", una piedra caliza químicamente pura con un contenido de calcio de al menos el 95 %. Los dos yacimientos, Ribnitsa y Gidirimskoe, cumplen los requisitos de la industria. Sus reservas ascienden a 39 millones de toneladas. En la República se han prospectado 11 yacimientos de arcilla y marga, aptos para la producción de materias primas cerámicas como ladrillos, tejas y grava de keramzita. Sus reservas ascienden a 24,5 millones de metros cúbicos. Los depósitos de arena y grava están asociados principalmente a los depósitos aluviales del río Dniéster. Hay 25 depósitos en el balance del Estado. En los sedimentos sármatas y cuaternarios, se han explorado dos depósitos de arenas de hundimiento. Las arenas se utilizan en la construcción y las gravas se emplean como relleno de balasto para el hormigón de grado 200 y 300. El volumen de las reservas de arena y grava supera los 140 millones de metros cúbicos. Se ha explorado el yacimiento de Karagash de arenas vítreas aptas para producir vidrio de color oscuro. Cuando se enriquecen, pueden utilizarse para producir vidrio y envases de vidrio de color claro. En la República se han explorado siete yacimientos de rocas silíceas. Se trata de trepeles y diatomitas. Todas ellas se encuentran en el valle del río Dniéster. Los trepels del yacimiento de Kamenskoye se utilizan para fabricar vidrio líquido. Los depósitos de diatomita no se explotan.

## Deporte
En el presente (2025), tres clubes de fútbol de Transnistria —FC Sheriff (y su filial Sheriff-2), Iskra y La Familia— participan en el sistema de ligas de fútbol de Moldavia, siendo el FC Sheriff el primer equipo de esta liga en lograr clasificarse a una fase de grupos de la UEFA Champions League (en la edición 2021-22).

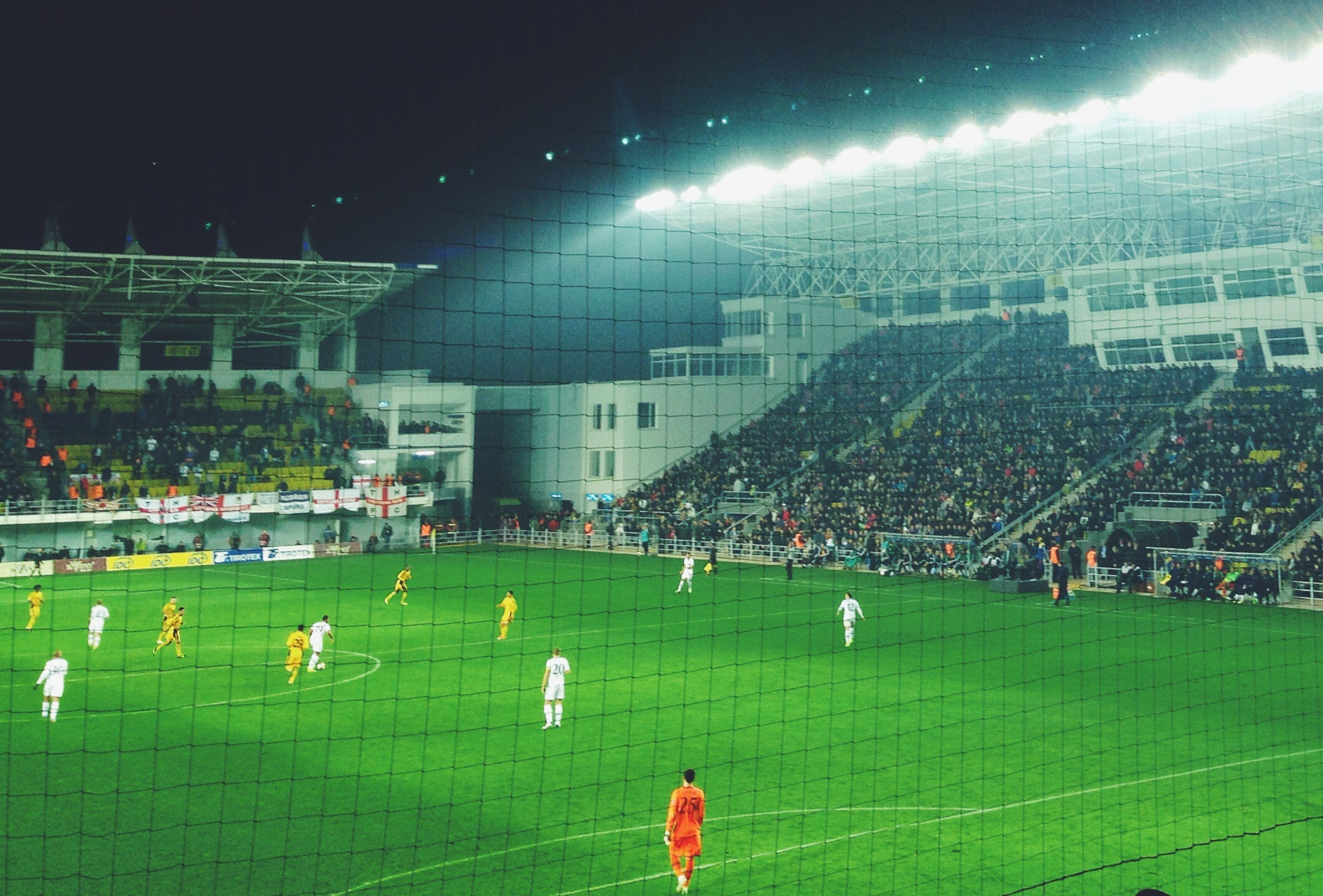
Estadio Sheriff

Los atletas transnistrios que participan en torneos internacionales suelen competir bajo las banderas de Moldavia, Ucrania o Rusia y compiten en ciclismo, hípica, natación, remo, piragüismo, boxeo, atletismo, halterofilia, levantamiento de potencia, tiro con arco, béisbol, baloncesto, voleibol, rugby, judo, kickboxing, balonmano y fútbol. Los equipos de deportes de competición, debido al no reconocimiento internacional de las federaciones nacionales, juegan en los campeonatos moldavos y ucranianos, con la excepción de la Federación de fútbol sala de Transnistria, que ha sido aceptada en la Unión Europea de fútbol sala.
En Tiráspol se encuentra el club con más títulos de la historia del fútbol moldavo, el Sheriff, que ha sido diecinueve veces campeón de Moldavia, siete veces ganador de la Copa de Moldavia, cinco veces ganador de la Supercopa de Moldavia y el primer club moldavo en alcanzar la fase de grupos de la Europa League y la Champions League.
Bender tiene el club con más títulos de la historia del baloncesto moldavo, el Tighina. Anteriormente, el seleccionador era el Caballero de la Orden de Honor, el entrenador de honor Anatol Pogorelov. Su equipo compitió en el campeonato de la Primera Liga de la extinta Unión Soviética, donde ganó el bronce en la temporada 1991-1992. En el campeonato de Moldavia se impuso en doce ocasiones. El campeonato ucraniano de la liga más alta en la temporada 2000-2001 dio al equipo de Bender una medalla de bronce. El equipo juvenil del BC Floare obtuvo el primer puesto en el Campeonato Europeo de 1997 en Andorra.

## Cultura

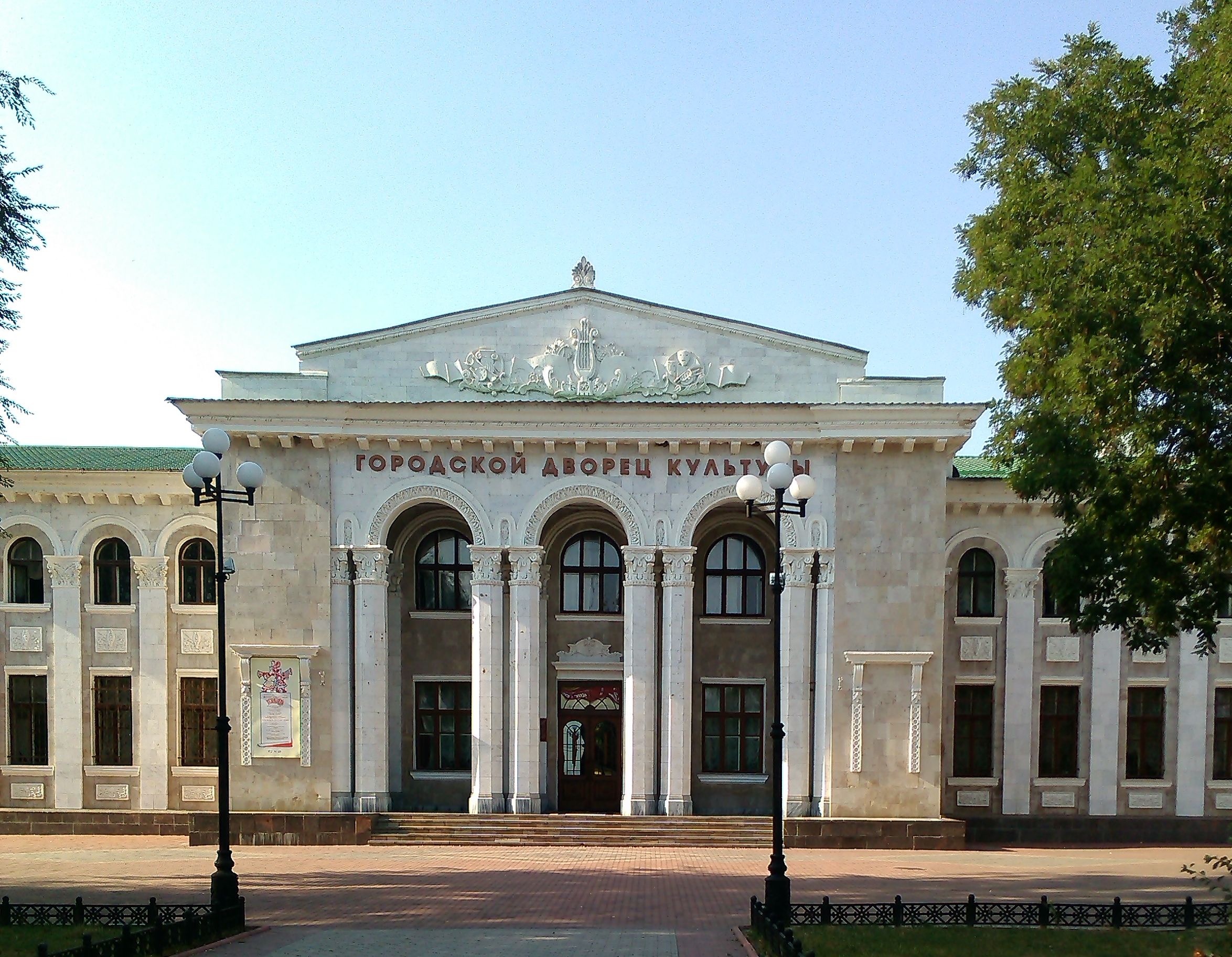
Palacio de la Cultura, Tiráspol.

### Música
La educación musical en la república está representada por una serie de escuelas de música, centros de estudios, escuelas de arte, así como el Instituto Estatal de Artes local. La vida musical está representada por las actividades de grupos musicales profesionales, como la Orquesta Sinfónica Estatal de la República, el Coro Estatal de Transnistria, el conjunto de Viorica y otros artistas pop como Chris Vivatsky, así como grupos musicales: como Langeron y otros.

### Teatro
En 1934 se decidió construir un edificio especial para el teatro en la capital de la república: Tiráspol. Era un complejo compacto y simétrico, diseñado en estilo neoclásico.
En ese momento ya se habían formado tres grupos de teatro profesionales: moldavo, ruso y ucraniano, quienes históricamente estaban destinados a trabajar en un nuevo edificio hasta 1940. Luego de la formación de la república autónoma, dos de ellos se mudaron a la nueva capital, Chisináu.
Algunos maestros destacados del arte teatral de Moldavia comenzaron su carrera en Transnistria: actores como Konstantin Konstantinov, Ekaterina Kazimirova, Kirill Shtyrbul, Domnika Dorienko, Evgeny Kazimirov, Evgeny Diordiev, Mifodiy Apostolov; el jefe del departamento musical local Valery Polyakov, David Gershfeld; el director Víctor Gerlak, entre otros.

### Días festivos

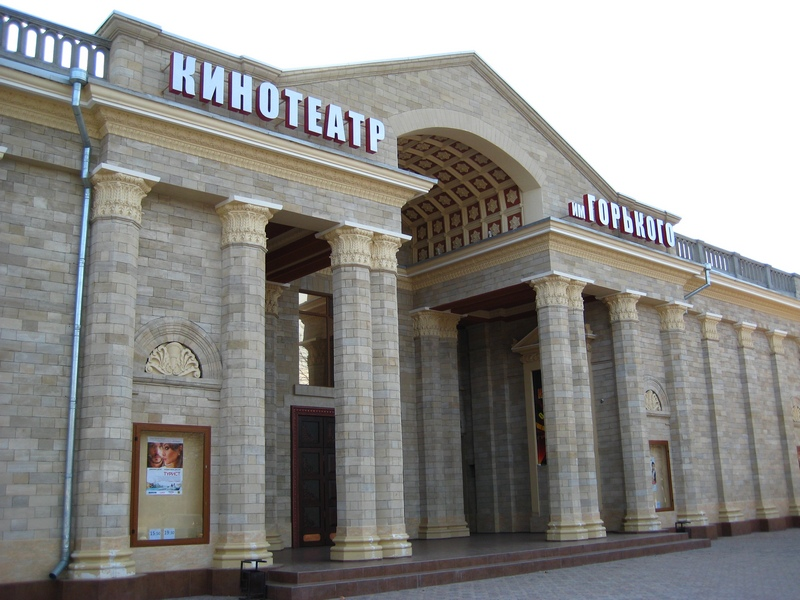
El cine Gorki en Transnistria

El 23 de febrero se celebra el "Día del Guardián de la Patria", una fiesta patriótica dirigida al personal militar. Se organizan competiciones y se demuestra su disposición a la acción. Otra fiesta patriótica es el 9 de mayo, cuando los desfiles celebran la victoria de la Unión Soviética sobre la Alemania nazi en la "Gran Guerra Patriótica" (la Segunda Guerra Mundial). Para los veteranos de guerra, se celebra una fiesta para beber en Tiraspol, a orillas del Dniéster. El día festivo más importante es el 2 de septiembre, día en que se proclamó la República de Transnistria en 1990. En Tiraspol se celebran desfiles militares, conciertos y espectáculos de danza. También es tradicional colocar flores en el monumento a los héroes de la Segunda Guerra Mundial frente al Parlamento.
El 31 de diciembre se celebra el Año Nuevo en familia. La Navidad se celebra el 7 de enero, según la tradición ortodoxa rusa.

### Medios de comunicación
Hay una mezcla regular de medios de comunicación modernos en Transnistria con varias estaciones de televisión, periódicos y estaciones de radio.
Según la Organización para la Seguridad y la Cooperación en Europa (OSCE), el clima de los medios de comunicación en Transnistria es restrictivo y las autoridades continúan una campaña de larga data para silenciar las voces y los grupos de oposición independientes.
Según un informe del Departamento de Estado de Estados Unidos correspondiente a 2006, "los dos principales periódicos de la región estaban controlados por las autoridades. Había un semanario independiente en Bender y otro en la ciudad norteña de Rîbnița. Las autoridades separatistas acosaron a los periódicos independientes por su información crítica con el régimen de Transnistria. La mayoría de las emisoras de radio y televisión y la prensa escrita estaban controladas por las autoridades de Transnistria, que dictaban en gran medida su política editorial y sus operaciones financieras.

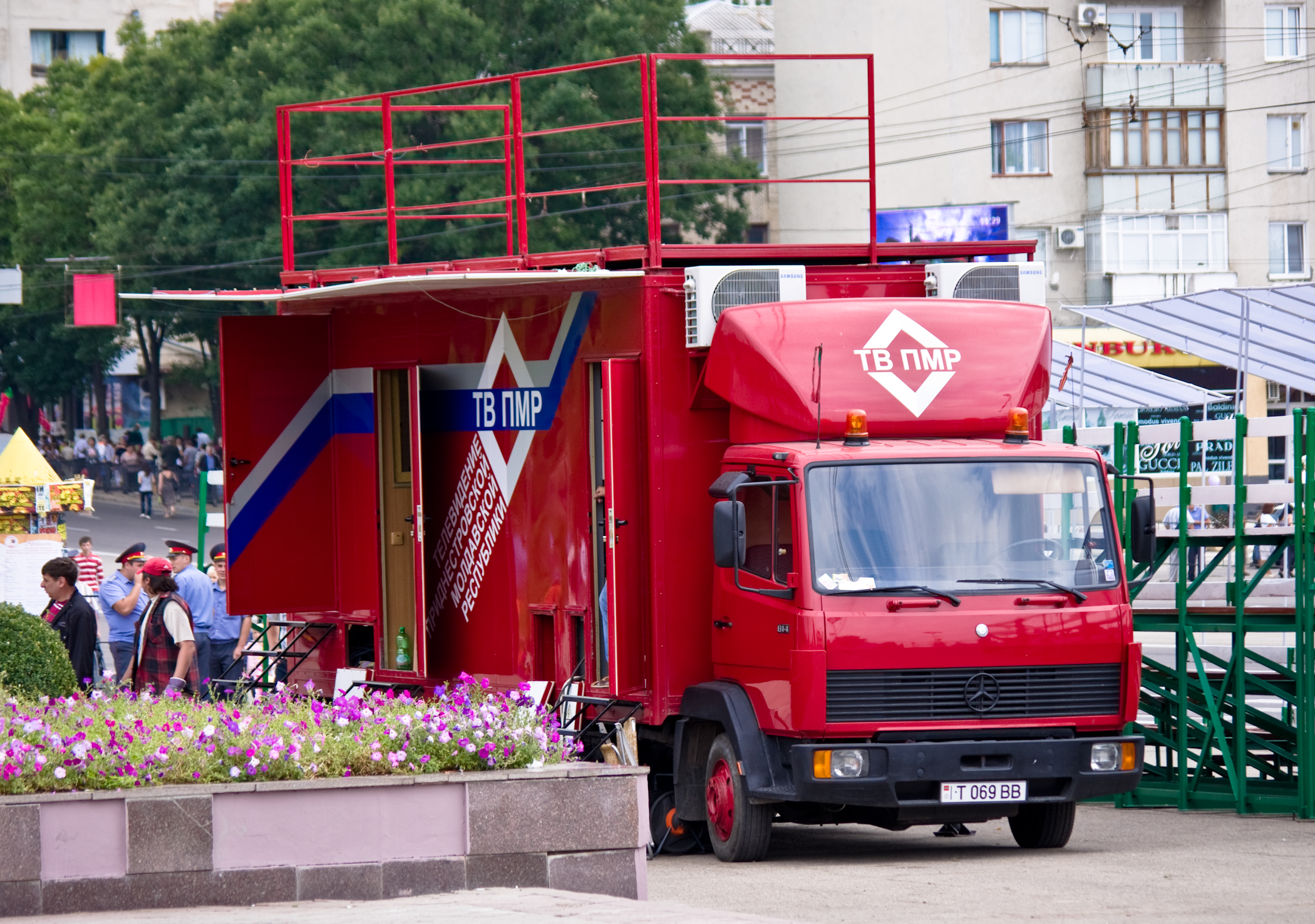
Vehículo de PMR TV en la plaza Suvorov tras el desfile del Día de la Independencia de Transnistria

Algunas cadenas de radio y televisión, como el canal TSV y la emisora de radio INTER-FM, eran propiedad del mayor monopolio de Transnistria, Sheriff, que también tiene la mayoría en el poder legislativo de la región. En julio de 2005, el Consejo Supremo de Transnistria modificó el código electoral para prohibir que los medios de comunicación controlados por las autoridades de Transnistria publicaran los resultados de las encuestas y las previsiones relacionadas con las elecciones".
A finales de los años 60, la Unión Soviética comenzó a construir una potente instalación de radiodifusión en Grigoriupol, en la región de Maiac, para hacer propaganda contra los países occidentales. En 2007, la "República Moldava Pridnestroviana" (Transnistria) vendió las instalaciones a la empresa estatal rusa de medios de comunicación RIA Novosti. Desde entonces, la empresa ha alquilado los transmisores a grandes emisoras internacionales, como la empresa misionera Trans World Radio. La Federación de Rusia también contrató a la red de radiodifusión progubernamental Vesti FM, con sede en Moscú, para que emitiera a través de los potentes transmisores de onda media de Grigoriupol. Vesti FM comenzó a emitir en 1413 kHz con una potencia de 500 kW en 2014, poco antes del inicio de la crisis de Ucrania. De este modo, la emisora llegó sin problemas no sólo a toda Ucrania, sino también a gran parte de Europa oriental y occidental. El 26 de abril de 2022, las dos antenas de transmisión de Vesti FM fueron voladas por desconocidos.

### Filatelia
Se emiten sellos desde 1991, pero no están reconocidos por la UPU (Unión Postal Universal) ni por la mayoría de los Estados del mundo. Para la ONU, este territorio debe utilizar sellos moldavos. Para los envíos nacionales, sólo se permiten y utilizan sellos moldavos. Para la mayoría de los envíos internacionales, los sellos moldavos son obligatorios, pero para los envíos a Rusia, Bielorrusia y Kazajistán, se aceptan los sellos de Transnistria. Por otro lado, Ucrania se niega a aceptar sellos de Transnistria en el correo, ya que se enfrenta a movimientos independentistas e irredentistas prorrusos en el este de su territorio también.

### Documentos
- U.S. Department of State: Country Reports on Human Rights Practices
- BBC - Regions and territories: Trans-Dniester

### Información desde Transnistria
- Página sobre la República Moldava Pridnestroviana (en inglés)
- Página oficial del Sóviet Supremo de Pridnestrovia (en inglés y ruso)

### Otros
- Moldavia Azi: News from Moldavia Archivado el 29 de septiembre de 2006 en Wayback Machine.
- Interlic News Agency (Moldavia)
- Transnistria Archivado el 21 de junio de 2010 en Wayback Machine. - Portal francófono sobre Moldavia.
- Página moldava sobre Transnistria
- El país que no es reconocido por Europa y no sale en los mapas: el vestigio melancólico de la Unión Soviética con su propia Constitución, bandera y moneda. Infobae, 7 abril 2025

- Datos: Q907112
- Multimedia: Transnistria / Q907112